# أثر جائحة فيروس كورونا على الفنون والتراث الثقافي

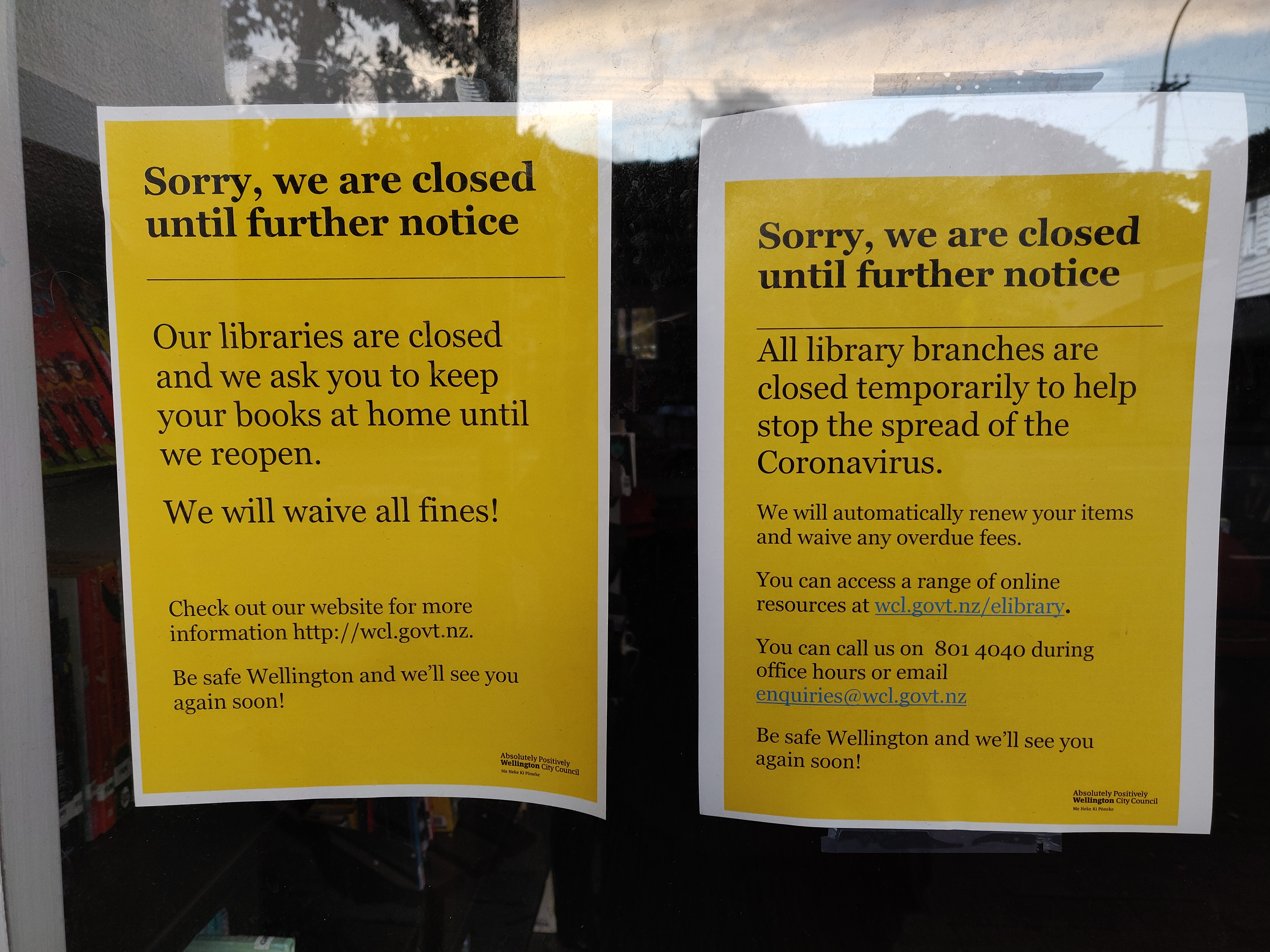
إعلان منشور على باب مكتبة عامة في آيلاند باي، نيوزيلندا، يفيد بإغلاق أبوابها بسبب الجائحة، وتنازلها عن جميع الرسوم المترتبة على التأخير.

 أثرت جائحة كوفيد-19 تأثيرًا مفاجئًا وكبيرًا على قطاعي الفنون والتراث الثقافي (جي إل إيه إم)، إذ ألحقت الأزمة الصحية العالمية وما نجم عنها من شكوك أضرارًا جسيمةً بفعاليات المنظمات والأفراد -الموظفين والمستقلين- ضمن هذا القطاع. حاولت منظمات الفنون والثقافة التمسك بتأدية مهمتها (الممولة من الحكومة غالبًا) المتمثلة في توفير الوصول إلى تراث المجتمع الثقافي، والحفاظ على سلامة موظفيها ومجموعاتها الفنية وجمهورها من عامة الشعب، بالتزامن مع الاستجابة للتغيير المفاجئ ذي النهاية المجهولة، الذي طرأ على نموذج أعمالهم.
بحلول مارس 2020، أُغلقت معظم المؤسسات الثقافية في جميع أنحاء العالم إلى أجل غير مسمى (أو قلّصت خدماتها جذريًا) مع إلغاء المعارض والأحداث والعروض أو تأجيلها. بالمقابل، لوحظت جهود مكثفة لتوفير خدمات بديلة أو إضافية عبر المنصات الإلكترونية، ومن ثم المحافظة على الأنشطة الأساسية بأقل قدر من الموارد، وتوثيق الفعاليات نفسها عبر عقود الاستحواذ الجديدة، وتوقّع ظهور أعمال إبداعية مُستحدثة ومستوحاة من الأحداث الجارية.
فقد العديد من العاملين في القطاع عقود عمل أو وظائف إما مؤقتًا أو بصورة نهائية، مع إصدار إنذارات عدّة وإتاحة مساعدات مالية. وبالمثل، قدمت الحكومات والجمعيات الخيرية المعنية بالفنانين دعمها عبر الحوافز المالية وغيرها من أشكال الدعم المختلفة تبعًا للقطاع والبلد. كان من المتوقع عودة الطلب العام على الفعاليات الثقافية، لكن دون تحديد وقت معيّن لهذه العودة، مع توقّع تصاعد شعبية أنواع مختلفة من التجارب.

## الإغلاقات والإلغاءات
خلال الربع الأول من عام 2020، قلّصت المنظمات الفنية والثقافية حول العالم نطاق أنشطتها العامة تدريجيًا وأغلقت أبوابها بسبب جائحة فيروس كورونا. أُغلقت معظم منظمات التراث الثقافي بحلول أواخر مارس، وجرى تأجيل الأحداث الفنية أو إلغائها، إما طواعيةً أو بموجب تفويض حكومي، إذ انطلقت موجة الإغلاقات من الصين وشرق آسيا، لتنتقل بعدها إلى جميع أنحاء العالم. طالت الإغلاقات كلًا من المكتبات، والأرشيفات، والمتاحف، وقطاعات الأفلام والإنتاج التلفزيوني، والعروض المسرحية والأوركسترا، والجولات الموسيقية، وحدائق الحيوان، والمهرجانات الموسيقية والفنية.
خلال شهر أبريل، بقي الغموض محيطًا بتواريخ إعادة فتح أبواب الفعاليات، واختلفت التوقعات حول الوقت الذي يمكن فيه للمؤسسة الثقافية «العودة إلى طبيعتها» في معظم أنحاء العالم، بعد تصاعد وتيرة الأخبار حول عمليات الإغلاق والإلغاء في جميع أنحاء العالم طوال شهري فبراير ومارس. تفاوتت العواقب الاقتصادية طويلة الأجل المترتبة على هذه الإغلاقات تفاوتًا كبيرًا، نتيجة أوجه الاختلاف القائمة بينها، خاصةً فيما يتعلق بالمؤسسات التي افتقرت إلى دعم هيكلية وقف المال. أشارت البيانات الاستقصائية العائدة إلى شهر مارس إلى ضرورة الحفاظ على مقياس «النية للزيارة» فيما يتعلق بالأنشطة الثقافية قبل انتشار الجائحة، وذلك عقب السماح للمتاحف بإعادة فتح أبوابها للزوار، لكن مع تطبيق تغيرات معينة على نوعية هذه الأنشطة. نوّهت البيانات أيضًا بانخفاض رغبة العامّة بحضور الأنشطة المقامة ضمن أماكن ضيقة أو تجمعات كبيرة (مثل دور السينما)، أو الأنشطة التي تنطوي على مخالطة بين الأفراد، إلى جانب توجيه الاهتمام نحو الفعاليات المُقامة في الهواء الطلق أو في المساحات الكبيرة (مثل حدائق الحيوان وحدائق النباتات). تضمنت قائمة الأسباب الأكثر شيوعًا والتي قد تمنح العامة «شعورًا بالأمان» عند العودة إلى مثل هذه الفعاليات: توافر لقاح للفيروس، ورفع الحكومات القيود المفروضة على السفر، ومعرفة أن أشخاصًا آخرين قد زاروا هذه الفعاليات بالفعل، والتأكد من عقد النشاط، أو وجود المؤسسة في الهواء الطلق، وتوفير معقمات اليدين.
استخدمت المحافل الثقافية والفنية تقنيات واستراتيجيات مختلفة للحد من خطر انتقال كوفيد-19 إبان إعادة فتح أبوابها للعامة، إذ شملت هذه الاستراتيجيات كلًا من: خفض عدد الحضور المسموح به وتقييد عدد الزوار ضمن الفترة الواحدة (عبر حجوزات مسبقة أحيانًا)، وإلزام الحضور بارتداء الأقنعة، وتوفير معقمات اليدين، واعتماد طرق ذات اتجاه واحد يسير فيها الحضور الراغبون في ارتياد المعارض، والفصل بين الموظفين والزوار عبر ألواح بلاستيكية عازلة، وتوفير تجهيزات في الحمامات لا تتطلب اللمس؛ وفحص درجات حرارة الزوار عند الوصول.
فيما يلي قائمة بالإغلاقات والإعلانات وأبرز السياسات المؤثرة على القطاع الثقافي.

### أفريقيا
مصر: أغلقت جميع المتاحف والمواقع الأثرية في مصر أبوابها منذ 23 مارس حتى 31 مارس 2020 بهدف إجراء عمليات التعقيم والتطهير، وشملت هذه الفترة أيضًا تنفيذ برنامج لتوعية موظفي المواقع الأثرية والمتاحف حول طرق الوقاية من الفيروس.
المغرب: أعلنت مؤسسة المتاحف الوطنية في 15 مارس إغلاق جميع المتاحف بدءًا من اليوم التالي «حتى إشعار آخر». شهد اليوم ذاته إلغاء نسخة 2020 من مهرجان موازين -ثاني أكبر مهرجان موسيقي في العالم- المقرر عقده في منتصف يونيو.

### الأمريكيتين
الأرجنتين: أُغلقت جميع المتاحف والفعاليات الثقافية ومُنعت التجمعات في مدينة بوينس آيرس في 12 مارس، بينما استمرت المكتبات الوطنية في توفير وسائل الاتصال عبر الموقع التعليمي الرئيسي لوزارة التربية والتعليم.
البرازيل: شملت قائمة المتاحف التي أغلقت في البرازيل كلًا من متحف ساو باولو أسيس شاتوبريان للفنون، ومعرض بيناكوتيكا، ومؤسسة إيتاو الثقافية، ومتحف الفن المعاصر في جامعة ساو باولو، ومؤسسة تومي أوهتك، ومؤسسة موريرا ساليس، ومتحف الغد في ريو دي جانيرو ومعهد إنيوتيم للفن المعاصر في برومادينو.
الولايات المتحدة الأمريكية: أعلنت مجموعة من المتاحف في كل من نيويورك وبوسطن وواشنطن إغلاقها في 12 مارس، وعلى رأسها متحف المتروبوليتان للفنون، تزامنًا مع إعلان عمدة نيويورك بيل دي بلازيو حالة الطوارئ على مستوى المدينة. أعلنت رابطة برودواي في اليوم نفسه توقف العروض في جميع مسارح برودواي لمدة شهر على أقل تقدير، مع سماح حاكم ولاية نيويورك أندرو كومو حينها باستمرار أنشطة الرابطة في حال التزامها بتحقيق نسبة حضور لا تتجاوز 50٪. أصدرت جمعية المكتبات الأمريكية في 17 مارس توصيات «شديدة اللهجة» بإغلاق جميع المكتبات الأكاديمية والعامة والمدرسية، وذلك قبل يومين من فرض الولاية أمر «البقاء في المنزل» لأول مرة. أعلنت سلاسل دور العرض السينمائية، وعلى رأسها مسارح إيه إم سي، استمرار إغلاقها رغم إلغاء ولايات عدّة أمر «البقاء في المنزل»، حتى إصدار فلميها الضخمين المتوقعين في الصيف، عقيدة ومولان في أواخر يوليو.
فضّلت العديد من المؤسسات في تكساس استمرار إغلاق أبوابها بسبب المخاوف الصحية المتعلقة بفيروس كورونا، مع أنها حصلت على إذن العودة إلى العمل بموجب «مرسوم» حكومة الولاية في 1 مايو.

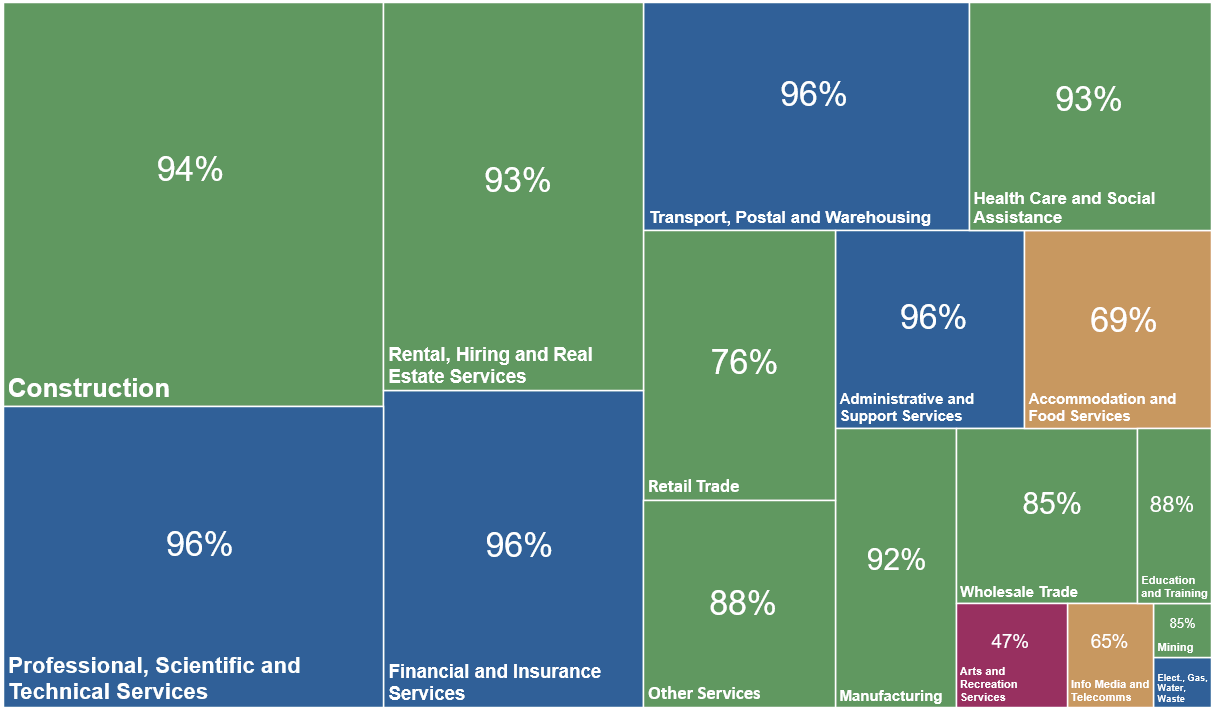
تمثل مساحة كل جزء عدد الشركات التجارية لكل قطاع من قطاعات الاقتصاد الأسترالي، ويعبر الرقم عن النسبة المئوية للشركات المستمرة بالعمل. كان قطاع الفنون والترفيه (الموضح باللون الأحمر) أكثر القطاعات تضررًا بحلول شهر أبريل.

### آسيا وأوقيانوسيا
أستراليا: شرعت المؤسسات الأسترالية بدءًا من الأسبوع الثاني من شهر مارس بالإعلان عن تقليص خدماتها، ومن ثم استكمال عمليات الإغلاق. في الثالث عشر من الشهر نفسه، ألغى منظمو مهرجان ملبورن الدولي للكوميديا نسخة عام 2020 من المهرجان. أعلنت شركة أوبرا أستراليا إغلاق أبوابها في 15 مارس. فُرض إغلاق جميع المؤسسات الثقافية على مستوى البلاد في 24 مارس، مع تطبيق المزيد من القيود لاحقًا على التجمعات العامة. نتيجةً لما سبق، أُلغيت العديد من الأحداث الثقافية، بما فيها مهرجان سيدني للكُتّاب. وفقًا لبيانات مكتب الإحصاءات الأسترالي الصادرة بحلول بداية أبريل، كانت «خدمات الفنون والترفيه» أكثر قطاعات الاقتصاد الوطني تضررًا، مع بقاء ما يعادل نسبة 47٪ من فعالياتها فقط في إطار العمل. يُذكر أيضًا استمرار إحدى النشاطات الثقافية القائمة على فن التحمل، والمعروفة باسم تيم، تيمنًا باسم صاحبها الذي استخدم جسده كلوحة فنية حيّة رُسمت عليها الوشوم، على الرغم من إغلاق معرضه (متحف الفن القديم والحديث، في تاسمانيا).
الصين: أُغلقت جميع المتاحف على امتداد بر الصين الرئيسي في 23 يناير 2020، وكانت الصين أيضًا أول الدول التي ألغت فعاليات جي إل إيه إم، كونها الدولة الأولى التي انتشر فيها الفيروس. بحلول منتصف مارس، بدأت المؤسسات الصينية تدريجيًا بالسماح بإقامة الفعاليات العامة المختلفة من جديد، مع فتح أبواب كل من متحف شنغهاي ومتحف محطة كهرباء الفن (أيضًا في شنغهاي) في 13 مارس. يُذكر أيضًا تحديد كليهما عدد الزائرين، مع إصدار بيان صادر عن المسؤولين في محطة كهرباء الفن قالوا فيه: «لقد أعددنا أيضًا منطقة حجر صحي مؤقتة في كل طابق في حال حدوث أي طارئ، مع قياس درجة حرارة جميع الزوار، بالإضافة إلى إبراز بطاقة الهوية والأوراق الثبوتية الصحية قبل الدخول». عادت بعض صالات العرض الخاصة الأخرى في الصين إلى العمل أيضًا، حالها حال بعض المؤسسات ذات الخدمة المحدودة في كوريا الجنوبية واليابان (مثل تلك التي تقدم جولات خاصة فقط). شهد نهاية الشهر إعادة افتتاح ما يعادل 40٪ من المناطق السياحية في بر الصين الرئيسي، لكن معظم الفعاليات الفنية ظلّت مغلقةً.
هونغ كونغ: أغلقت هونغ كونغ متاحفها بعد خمسة أيام من بدء إغلاق متاحف البر الصيني الرئيسي.
ماكاو: عادت فروع عدّة من مكتبة ماكاو العامة إلى استقبال زوارها في 2 مارس (مع بقاء بعض المرافق مثل غرف الوسائط المتعددة وغرف القراءة الخاصة بالأطفال مغلقةً)، مع إلزام المباني بتطبيق «فترات التنظيف والتطهير» مرتين يوميًا.
الهند: أُغلق متحف كيران نادر للفنون في دلهي في 14 مارس، قبل يومين من الأمر الذي أصدره شريباد نايك، وزير الثقافة والسياحة، بإغلاق جميع «المعالم الأثرية والمتاحف الخاضعة لحماية هيئة المسح الأثري في الهند في جميع أنحاء البلاد، بما في ذلك ضريح تاج محل في أغرة».
اليابان: شهد 28 فبراير إعلان اليابان إغلاق جميع المتاحف «حتى تاريخ 17 مارس»، ما أدى بدوره إلى تأجيل افتتاح معرض «روائع المعرض الوطني، لندن»، المقرر عقده في المتحف الوطني للفنون الغربية في طوكيو، لتبقى العديد من الأعمال الفنية (على رأسها دوار الشمس لفان غوخ [F454]) في الحجر الصحي الخاص بالمتحف.
نيوزيلندا: طبقت نيوزيلندا سياسةً جديدةً في 23 مارس تضمنت إغلاق جميع المؤسسات، ومن ضمنها متحف نيوزيلندا تي بابا تونغاريو بدءًا من الساعة السادسة من مساء يوم 20 مارس. أعلن متحف أوكلاند الحربي التذكاري إغلاق أبوابه أيضًا في 21 مارس.
قطر: أُغلقت متاحف قطر الحكومية في 12 مارس. جرى تأجيل فعاليات عرض تعاوني حول استوديو بيكاسو كان من المقرر عقده بمشاركة معرض محطة الإطفاء ومتحف بيكاسو إلى أجل غير مسمى.
كوريا الجنوبية: أغلقت كوريا الجنوبية جميع المتاحف «حتى إشعار آخر» في 23 فبراير، أي بعد شهر واحد تطبيق إجراءات مماثلة في البر الصيني الرئيسي. عادت صالات العرض التجارية إلى العمل مجددًا في أواخر أبريل، مع تزويدها ببنية تحتية مخصصة لتتبع مخالطي الضيوف.
الإمارات العربية المتحدة: أُلغي معرض دبي السنوي للفنون، الذي كان مقررًا عقده في أواخر مارس، قبل أسابيع قليلة من انطلاق فعالياته. عمدت حكومة الإمارات العربية المتحدة إلى شراء العديد من الأعمال المحلية بهدف عرضها في سفاراتها.

### أوروبا
على الرغم من الاختلافات الكبيرة في اللوائح التنظيمية على الصعيدين الوطني والقطاعي، فقد أُغلِقت معظم الأنشطة الثقافية في جميع أنحاء القارة طوال شهري مارس وأبريل. ففي قطاع المتاحف على سبيل المثال، عندما بدأ نشر التواريخ الأولية لإعادة الافتتاح في أواخر أبريل، كانت تتراوح بين 22 أبريل (ألمانيا) إلى 20 يوليو (أيرلندا)؛ إذ ماتزال العديد من البلدان تفتقر لخطط رسمية (من لاتفيا إلى مالطة، واليونان إلى المملكة المتحدة)؛ مع بقاء السويد مفتوحة طوال الوقت.
النمسا: أغلق المدراء جميع المتاحف العامة الاتحادية استجابة للتدابير الوقائية الحكومية التي تحظر الأحداث الكبيرة والقدوم من إيطاليا. كان من المفترض أن يفتتح متحف ألبرتينا الحديث في 13 مارس، لكن جرى تأجيل هذا الافتتاح إلى أجل غير مسمى.
بلجيكا: حظرت الحكومة جميع الأنشطة الثقافية بغض النظر عن حجمها اعتبارًا من 14 مارس، والتي شملت إغلاق معرض يان فان إيك في متحف الفنون الجميلة، غنت.
فرنسا: صوّت موظفو متحف اللوفر «بالإجماع تقريبًا» على فرض إغلاق المتحف في 1 مارس بسبب مخاوف تتعلق بصحتهم، وذلك قبل أسابيع من أمر اللوائح الحكومية الفرنسية. أغلق المتحف لمدة ثلاثة أيام، ثم أُعيد افتتاحه مع قبول الزوار فقط بتذاكر محجوزة مسبقًا لليوم التاسع، ثم أغلق نهائيًا في 13 مارس بموجب تفويض حكومي. أُوقِفت أيضًا عملية إعادة بناء كاتدرائية نوتردام بعد حريق عام 2019 بهدف أمن العمال. كان من المقرر إنجاز العمل الفني لكرسيتو وجان كلود، تغليف قوس النصر، بقماش بولي بروبيلين ذو لون أزرق فضي وشريط أحمر في أواخر عام 2020، لكن تم تأجيله حتى سبتمبر 2021.
ألمانيا: في 16 مارس 2020، أعلنت المستشارة الألمانية أنجيلا ميركل في مؤتمر صحفي أن الحكومة ورؤساء الوزراء اتفقوا معًا على مبادئ توجيهية للحد من التماس الاجتماعي في الأماكن العامة، مشيرة إلى أن المسارح ودور الأوبرا وقاعات الحفلات الموسيقية والمتاحف وأماكن المعارض ودور السينما، وحدائق الملاهي وحدائق الحيوان لا بدَّ من إغلاقها. بعد ستة أسابيع، في أوائل مايو، أعادت المؤسسات الثقافية فتح مبانيها بحذر باتخاذ تدابير مختلفة للحد من احتمال انتقال الفيروس (مثل تقييد عدد الزوار في وقت واحد وأقنعة الوجه الإلزامية). لاحظ مدير متحف باربريني أن نظام الاتجاه الواحد الذي تم تطبيقه في مساحة المعرض كان إيجابيًا، «لأننا سنتمكن من ضمان رؤية الناس له بالطريقة التي نوينا تقديمها».
أيرلندا: في 12 مارس 2020، أغلقت حكومة أيرلندا جميع المدارس والكليات ومرافق رعاية الأطفال والمؤسسات الثقافية، ونصحت بإلغاء جميع التجمعات الكبيرة. وبالتالي ألغيت احتفالات يوم القديس باتريك.
إيطاليا: بصفتها الدولة التي تلقت أسوء الضربات في أوروبا خلال شهري فبراير ومارس، أُعلِن الإغلاق الوطني التام في 23 فبراير مع تاريخ أولي لإعادة فتح فعلي في 1 مارس. أما المتاحف خارج «المنطقة الحمراء» للمناطق المصابة بالعدوى في الشمال فقد سُمح لها بإعادة فتح أبوابها مع الحفاظ على مسافة متر واحد بين الزوار، وأُلغي هذا الأمر فيما بعد وأُغلِقت جميع المؤسسات على المستوى الوطني حتى 3 أبريل على الأقل، ثم حتى 18 مايو. فرض الإغلاق التام تأجيل «المعرض الضخم» المقبل لرافائيل إلى أجل غير مسمى، ليعقد في سكودري ديل كويرينالي في روما. وفي الأصل، تم توقيته ليتزامن مع الذكرى السنوية الخمسين لوفاة رسام عصر النهضة، رافائيل، وكان من المقرر أن يكون أكبر عدد من أعمال الفنان المعروضة معًا على الإطلاق. وفي نفس الأسبوع في مايو، بدأت العديد من الأماكن الثقافية بإعادة الفتح، أُعلن عن إلغاء دورات عام 2020 من سباق باليو دي سيينا – الذي يُعقد مرتين سنويًا في يوليو وأغسطس – للمرة الأولى منذ الحرب العالمية الثانية. بالتزامن مع الإزالة التدريجية للقيود المفروضة على السفر داخل إيطاليا، أعيد فتح المواقع الثقافية والمتاحف بحذر مع فرض لوائح جديدة في أوائل يونيو؛ وكان أولها الموقع الأثري اليوناني القديم باستوم بالقرب من نابولي في 18 مايو.
الفاتيكان: أغلقت متاحف الفاتيكان بالتوافق مع سياسات إيطاليا.
هولندا: في 12 مارس، أعلن متحف ريكز ومتحف فان جوخ في أمستردام أنهما سيغلقان حتى نهاية الشهر على الأقل، وكان من المفترض أن تنظم الأوبرا الوطنية الهولندية العرض العالمي الأول ريتراتو لويليم جيثس. وقد ألغي، وتم العرض الرسمي من خلال قناة يوتيوب الخاصة بالأوبرا في اليوم التالي. في اليوم الثالث عشر أيضًا، وبعد أن أعِلن مسبقًا أن قاعة القراءة والمعرض سيظلان مفتوحين، أعلن الأرشيف الوطني عن إغلاقهما بالكامل حتى 6 أبريل. في 30 مارس، سُرقت لوحة حديقة القسيس في نيونيين (1884) التي رسمها فنسنت فان جوخ من متحف سنغر لارين بينما كان المتحف مغلقًا. في أبريل أعِلن أن جميع «الأنشطة الثقافية» (مثل المسارح ودور السينما) ستظل مغلقة حتى 19 مايو، لكن المناسبات مثل المهرجانات سوف تُحظَر حتى 1 سبتمبر.
بولندا: في 11 مارس، صدرت «توصية» عن الحكومة الإقليمية بإغلاق جميع الأماكن الثقافية في منطقة تريسيتي لمدة أسبوعين. أغلقت الحكومة الوطنية المتاحف، متضمنةً متحف أوشفيتز-بيركيناو الحكومي، وأماكن ثقافية أخرى مثل المسارح ودور السينما، مع تحديد تاريخ أولي لإعادة الافتتاح في 25 مارس.
البرتغال: في 13 مارس، وفي ضوء توصيات من المديرية العامة للصحة الوطنية، أغلقت وزارة الثقافة الآثار الوطنية لبرج بيليم ودير جيرونيموس والمتحف الوطني للآثار. أوصت بأن تقوم الإدارات الإقليمية بالأمر ذاته. في 22 مارس، أمرت الحكومة بإغلاق جميع الأنشطة الفنية والثقافية كجزء من إعلان وطني لسلطات الطوارئ.
روسيا: كان متحف جراج للفن المعاصر من أوائل من أعلن إغلاقه ابتداءً من 14 مارس. وأعلنت العديد من متاحف موسكو عن إغلاق مقرها استجابةً إلى الحظر الذي فرضه المحافظ على التجمعات التي تضم 50 شخصًا أو أكثر في 17 مارس، وفي وقت متأخر من ذلك اليوم أمرت وزارة الثقافة الروسية بتعليق كافة الأنشطة العامة من قبل المؤسسات الاتحادية والإقليمية، ما أسفر عن العديد من الإغلاقات منذ 18 مارس.
إسبانيا: في 11 مارس، أغلقت المتاحف المملوكة للقطاع العام في مدريد، بما في ذلك متحف ديل برادو، إلى أجل غير مسمى. أوقفت كنيسة ساغرادا فاميليا أعمال البناء إلى أجل غير مسمى وأغلقت النصب التذكاري أمام الزوار في 13 مارس، وأغلق متحف غوغنهايم بلباو في 14 مارس.
السويد: في 18 مارس، أوصت الشبكة السويدية ومنظمة التعاون للمتاحف العامة ذات المصلحة الوطنية، (بالسويدية: Centralmuseernas samarbetsråd)، جميع أعضائها البالغ عددهم 13 بإغلاق الأماكن العامة في حال تقييم خطر انتقال الفيروس على أنه مرتفع في مناطقهم. ولم يبق سوى اثنين مفتوحين.
المملكة المتحدة: أعلن متحف ويلكم كوليكشن، ومعرض ساوث لندن، ومعهد الفنون المعاصرة، ومعرض ذا فوتوغرافرز، ومتحف ويلز الوطني (بالويلزية: Amgueddfa Cymru)عن عمليات الإغلاق المبكرة للمؤسسات الثقافية في المملكة المتحدة منذ 13 مارس. وأعلنت منظمات أخرى كثيرة عن إغلاقها في 17 و18 مارس. أغلقت مؤسسة التراث القومي جميع الممتلكات التي تم قطع تذاكر لها بحلول 20 مارس، لكن هدفت إلى إبقاء الحدائق والمتنزهات مفتوحة مجانًا كي يتسنى للناس الوصول إلى المساحة المفتوحة خلال التباعد الاجتماعي. في يوم الجمعة 20 مارس أيضًا، نظم موظفو المكتبات في لندن بورو في لامبيث إضرابًا بسبب عدم تزويدهم بالقفازات أو بمعقم الأيدي، مستشهدين بأحكام قانون حقوق العمل التي تمنح هؤلاء «الحق في الانسحاب من أماكن العمل غير الآمنة». وبحلول نهاية الأسبوع، أغلقت العديد من المكتبات المحلية بشكل رسمي في ظل انتقاد زعماء محليين عدم وجود سياسة متسقة على المستوى الوطني.
جرى تأجيل المعرض الرئيسي المخطط لافتتاحه في 4 أبريل في المعرض الوطني في لندن للرسامة أرتيميسا جنتلسكي لوقت غير محدد، ليس فقط بسبب إغلاق المعرض ولكن أيضًا بسبب عدم قدرة شحن الأعمال الفنية المعارة من إيطاليا وأمريكا بالطيران أثناء الإغلاق العالمي للحركة الجوية.
في أحداث الأدب، أُلغي معرض لندن للكتاب، ومهرجان آي رايت في غلاسكو، ومهرجانات هاروغيت الدولية، بينما تم تأجيل مهرجان إدنبره الدولي للكتاب المقرر عقده في أغسطس. وجرى تأجيل مهرجان غلاسكو الدولي للفنون لعام 2020 حتى عام 2021.

### الإغلاقات الدائمة
أغلقت العديد من هيئات الفنون والمؤسسات الثقافية ودور النشر وشركات الإنتاج بشكلٍ دائم بسبب الوباء نتيجة فقدان الإيرادات. على سبيل المثال، بحلول شهر نيسان (أبريل) 2020، توقّع قطاع تجّار الفن إغلاق ثلث المعارض التجارية في جميع أنحاء العالم، وترتفع النسبة إلى 60% للمعارض التي يقل عدد موظفيها عن 5. شملت الإغلاقات الدائمة المؤسسات المعروفة التالية:
- أعلنت وكالة هازارد تشيس لإدارة المواهب في مجال الموسيقى الكلاسيكية ومقرها المملكة المتحدة أنها بدأت بتصفية الشركة في آذار (مارس) 2020 عقب الانهيار الذي أحدثته جائحة كوفيد-19 في صناعة الموسيقى في جميع أنحاء العالم.[77]
- أعلنت مجموعة باور ميديا لموظفيها عبر اجتماع أجري بواسطة زوم لاتصالات الفيديو عن إغلاقها الفوري والدائم في 2 نيسان (أبريل) 2020. أشارت الإدارة إلى الضغط المالي بسبب عمليات الإغلاق، نظرا لأن «وسائل الإعلام المطبوعة غير اليومية لم يُسمح لها بالنشر أثناء مستوى الحظر الرابع. جادلت الحكومة النيوزيلندية أن الشركة كانت تغلق حسب اتفاقاتها الخاصة، لأنها لم تسعَ للحصول على المساعدات المالية المتاحة للشركات خلال الأزمة. كانت مجموعة باور ميديا تنشر عدّة مجلات منها» مجلة طيران نيوزيلندا«ومجلة نيوزيلندا الأسبوعية للمرأة».[78]
- مؤسسة إنديانابوليس للفن المعاصر هي أول مؤسسة ثقافية تعلن إغلاقها الدائم نتيجة الوباء، وهي متحف للفن المعاصر، تأسست عام 2001. .[79] صدر بيان عن مجلس إدارتها في 3 نيسان (أبريل) نصه "خلصنا إلى أن عملياتنا ليست مستدامة. لسنا وحدنا حيث تكافح المؤسسات الفنية الأخرى في هذه الأزمة"."[80]
- كان من المقرر أن ينتهي العرض الموسيقي النادلة في 4 تموز (يوليو)، إلا أنه أغلق نهائياً في 16 آذار (مارس)، حيث أغلقت مسارح ويست إند؛ أعلن المنتجون في وقتٍ لاحق أن العرض لن يعاد مرة أخرى.[81]
- في 4 أيار (مايو)، أعلنت إدارة كاريج وورك - وهو مكان رئيسي للفنون في سيدني، أستراليا - أنها ستفعل الإدارة التطوعية وتغلق أبوابها، حيث ذكرت أن «فقدان الدخل الذي لا يمكن تخطيه» بسبب الحظر الحكومي للفعاليات خلال الجائحة.[82]

## التغيرات
لاحظ مدراء المنشآت الثقافية التعليمية (جي إل إيه إم: المعارض والمكتبات والسجلات والمتاحف) بعد عدة أسابيع من إغلاق أبنيتهم وساحاتهم العامة ظهورًا سريعًا لعدة توجهات: إذ برزت «مخاوف حول رفاهية طاقم العمل» (تراوحت بين الأرغونوميا والانتحار)، وتوقع البعض «تحركًا سريعًا لأصحاب المصالح، لكن مع انخفاض شديد في الموارد دون تخطيط محكم»، و«انخفاض الإيرادات»، والتحجيم المحتمل «بدءًا من العمال غير المثبتين وذوي الدوام الجزئي»، و«التوجه للانتقال نحو العمل عبر الإنترنت».
أدى إغلاق القطاع الثقافي بالتزامن مع التزام معظم السكان بالعزل المنزلي إلى تزايد رغبتهم في تحصيل الثقافة والتنعم بها، لكنها كانت أقل توافرًا في وقت الحاجة إليها. توجهت العديد من منظمات القطاع الثقافي والفنانين المستقلين إلى تقديم فعالياتهم عبر الإنترنت بدءًا من وسائل التواصل الاجتماعي وانتهاءً بالواقع الافتراضي، مستغلين هذه الوسائل لإتمام مهمتهم التنظيمية وجذب الجماهير أو الحفاظ عليهم.
عرض فنانون في مجالات متنوعة عروضًا مرتجلةً من منازلهم عبر حساباتهم على مواقع التواصل الاجتماعي، إذ أدوا أغان مقلدةً أو قراءات حية، أو قرأوا قصائد وشاركوا أعمالهم الفنية ومخططاتها الأولية مع جماهيرهم، وخرجوا عبر بث مباشر بطريقة مبتكرة لينشروا إبداعهم ونشاطات حياتهم اليومية. خفف العديد من الناشرين القيود المفروضة على النشر الرقمي لأعمالهم التي تحمل حقوق ملكية.
أُلغيت المعارض الفنية التجارية الكبرى مثل مهرجان هونغ كونغ للفنون وآرت بازل، ما عزز التوجه نحو الشراء عبر الإنترنت وتشكيل «غرف عرض عبر الإنترنت» للشخصيات الهامة بدلًا من العرض الحقيقي في المزادات الفنية العلنية. إن حقيقة التوافر الرقمي الواسع للمحتويات الفنية والثقافية مجانًا دون حجب جغرافي أدى إلى ازدياد الوعي العام ووعي الفنانين على الطلب العالمي للوصول إلى الثقافة عبر الإنترنت، وحدود قانون حقوق التأليف والنشر، وتوقعات الحصول على أعمال إبداعية ممولة حكوميًا.
هناك أمثلة عديدة على برامج «المهرجان الافتراضي للفنون» التي أطلقتها خدمات بي بي سي الرقمية الجديدة تحت عنوان الثقافة في الحجر. أصبح مهرجان سيدني بينال أول مهرجان فني دولي يٌقام كليًا عبر الإنترنت، وتبعه مهرجان الفنون الوطني بعد فترة قصيرة، وهو أكبر مهرجان فني في أفريقيا، وظهر حدث جديد كليًا يُدعى مهرجان التباعد الاجتماعي بصفته «حيزًا يعرض فيه الفنانون أعمالهم عبر الإنترنت عند تأثير جائحة كوفيد-19 على الأداء أو المعرض».
نشرت العديد من الصحف الرقمية والجمعيات الصناعية قوائم محتويات لبلادها، وهذا شمل الأرجنتين وأستراليا وأيرلندا وإيطاليا والمملكة المتحدة.
بدأت مؤسسات التحصيل حملات جمع وتخزين السجلات المادية والرقمية لتوثق هذه الفترة بتشجيع صريح أطلقته اليونسيكو والهيئات الحاكمة الدولية للسجلات والمكتبات والمتاحف والتراث الوثائقي، وتضمنت هذه المؤسسات اللجان الإقليمية لمجلس تعاون جمعيات السجلات السمعية البصرية (سي سي إيه إيه إيه)  والمجلس الاقتصادي والاجتماعي للأمم المتحدة (آي سي أو إم) والمركز الدولي لدراسة صون وترميم الممتلكات الثقافية (آي سي سي آر أو إم) والاتحاد الدولي لجمعيات ومؤسسات المكتبات (آي إف إل إيه) وسجل ذاكرة العالم.

### الأحواض المائية وحدائق الحيوان
شهدت بعض حدائق الحيوان أزمةً خطيرةً تحت تأثير جائحة كوفيد-19، إذ تناقصت عائدات الشركات المشغلة وفرص تحريض تطور «أذكى الحيوانات وأكثرها اجتماعيةً، مثل الغوريلا والببغاء (الكيا) وثعالب الماء (القضاعة) والسرقاط». بدأ بعض حراس الحدائق (المصنفين ضمن العمال الأساسيين) بالإقامة ضمن حدائق معينة للحفاظ على التباعد الجسدي والاستمرار في رعاية الحيوانات.
ذكرت التقارير أن الحيوانات التي يُطعمها الزوار أو يلاطفونها أو تؤدي عروضًا لهم في مواعيد مجدولة منتظمة «واظبت على مواعيدها» ولاحظت أن «شيئًا غريبًا قد حصل».
استجابةً لغياب الزوار، أطلقت بعض المؤسسات بثًا جديدًا عبر كاميرات الويب تنقل فيه مقاطع لمساكن الحيوانات وجلسات إطعامها، أو تأخذ بعض الحيوانات (مثل البطاريق أو حيوانات الكسلان أو الجمال أو أسد البحر أو النحام الوردي (الفلامينغو)) في زيارة إلى حظائر الحيوانات الأخرى. شجع حوض سوميدا المائي في طوكيو الناس على إجراء مكالمات فيديو مع أنقليسيات الحدائق «كي لا تنسى وجود البشر»، واستطاعت حدائق وأحواض مائية عديدة التبرع بمعدات حماية شخصية ومساعدات طبية للمشافي (بسبب النقص العالمي في هذه المعدات خلال الجائحة) بسبب وجود منشآت الطب البيطري ضمن أراضيها.
يهدد تدهور قطاع سياحة الحياة البرية بحدوث مجاعة محتملة للحيوانات نتيجة الانهيار المفاجئ في حركة السفر الدولي، إذ يعاني أكثر من 1,000 فيل في تايلاند من قلة الطعام بسبب نقص السياح الذين يدفعون ثمنه. اندلع شجار على الطعام بين مئات قرود المكاك طويل الذيل في شوارع لوبوري (التي تدعى مدينة القرود) في تايلاند، والتي كانت عادةً تقتات على بقايا طعام السياح. في البلدان التي تؤمن فيها سياحة الحياة البرية قسمًا كبيرًا من الوظائف (مثل تنزانيا وناميبيا)، تظهر مخاوف من ازدياد الصيد غير القانوني نتيجة خسارة الأعمال المرتبطة بحماية الحيوانات، بينما بدأت الحيوانات في محميات الحياة البرية بالشرود في المناطق التي خلت مؤخرًا من السياح.
تزاوج اثنان من حيوانات الباندا العملاقة للمرة الأولى خلال عشر سنوات في مدينة أوشن بارك الترفيهية في هونغ كونغ، وهذا بعد الخصوصية التي حظيا بها نتيجة غياب السياح. أُعيد زوجان آخران معاران من الصين إلى حديقة حيوان كالغاري الكندية ضمن برنامج دبلوماسية الباندا بسبب عجز الحديقة عن توفير مقدار كاف من الخيزران (الذي لا ينمو في مناخ مدينة كالغاري) نتيجة إغلاق شركات الطيران. في الأسبوع الأول من أبريل، عاد اختبار كوفيد-19 إيجابيًا عند ناديا، وهي أنثى نمر في حديقة حيوان برونكس، إذ عانت من سعال جاف بعد إصابتها بعدوى نقلها حارس حديقة لا تظهر عليه الأعراض. كانت هذه أول حالة إصابة معروفة بين الحيوانات البرية انتقلت عبر كائن بشري (سُجلت سابقًا إصابة كلبين منزليين وقطة)

### السينما والتلفاز والراديو
عُلق إنتاج وإطلاق العديد من الأفلام وتأجل بعضها الآخر، وأُلغيت بعض مراسم توزيع الجوائز والحفلات بشكل كامل. قُدرت خسائر هذا القطاع في شهر مارس 2020 بخمسة مليارات دولار، وبلغت الخسائر العالمية 40% من الأرباح (مقارنةً مع 2019) في شهر أبريل، أي ما مقداره 20 مليار دولار، ولمجاراة هذا الواقع، أطلقت الشركات بعض أعمالها المنزلية قبل موعدها (مثل فيلم ملكة الثلج/فروزن 2) وأُلغيت بعض العروض المسرحية كليًا (ضائع في روسيا)، وبُثت بعض العروض الأولية عبر الإنترنت (فيلم دخول التنين البدين). استضاف مخرج فيلم ثور: راجناروك حفلة عرض الفيلم عبر حسابه الخاص على الإنستغرام.
عُلق إنتاج العديد من الأفلام بما فيها أفاتار 2، و ذا ماتركس 4، والفلم المقتبس من المجموعة القصصية هيبتاميرون في فلورنسا الإيطالية، وهذه المجموعة مبنية على سلسلة ديكاميرون لجيوفاني بوكاتشيو التي ألفها في فترة انتشار الطاعون الأسود في مدينة فلورنسا. انقطع جدول عروض السينما التقليدية أيضًا بسبب إغلاق دور السينما التي كانت تتمتع بشهرين إلى ثلاثة أشهر من العرض الحصري قبل السماح بالعرض المنزلي، وظهرت ابتكارات جديدة بسبب هذا الإغلاق من ضمنها تأجير الأفلام بأسعار مرتفعة، إذ عُرضت أفلام الرجل الخفي والصيد وإيما مباشرةً على خدمات البث الرقمي للتأجير (وليس الشراء) مقابل 20 دولارًا. أدى النجاح المالي لاستديوهات يونيفرسال في فيلم جولة الترولز حول العالم بعد استخدام هذه الطريقة في التوزيع (كانت العائدات الكلية للتأجير الرقمي أقل من العرض التقليدي في دور السينما، لكن نسبة الربح التي حصل عليها الاستديو كانت أعلى لأن دور العرض لم تقتطع نسبةً من إيرادات شباك التذاكر) إلى توقعات بتغير نموذج عمل توزيع الأفلام بشكل دائم.
فيما يتعلق بالمهرجانات السينمائية، أُجل مهرجان كان السينمائي 2020 الذي يُقام عادةً في منتصف مايو، وألغي لاحقًا بصيغته الأصلية، وتحولت إيراداته إلى ملجأ طوارئ المشردين على مدى فترة الإغلاق الوطني في فرنسا. وعلى نقيض مهرجان كان، أُعلن في أبريل عن إقامة مهرجان البندقية السينمائي الدولي السابع والسبعين في أول سبتمبر كما هو مخطط، ولن يتعاون مع مهرجان كان. تغيرت قوانين الأهلية لحفل جوائز أكادمية فنون وعلوم الصور المتحركة بنسخته الرابعة والتسعين بسبب الجائحة، فأصبحت الأفلام التي ظهرت بدايةً على خدمات البث مؤهلةً للمنافسة للمرة الأولى. أُصيب العديد من الحضور بأعراض شبيهة بالإنفلونزا في مهرجان صاندانس السينمائي 2020 الذين عُقد في موعده الأصلي في يناير في ولاية يوتا في الولايات المتحدة، إذ أُطلق اسم «طاعون صاندانس» على هذه الحادثة، واعتبرت لاحقًا من أول حوادث انتقال عدوى كوفيد-19 على نطاق واسع في الولايات المتحدة، وهذا قبل أكثر من شهر من إعلان الجائحة عالميًا.
في قطاع البرامج التلفزيونية، توقف إنتاج العديد من العروض المكتوبة والمرتجلة كما هو الحال في السينما، بينما استمرت بعض البرامج التلفزيونية والراديوية بالإنتاج دون السماح بتواجد جمهور في الاستديو، أو أخرجت حلقاتها من منازل مقدمي البرامج أنفسهم. شمل الإلغاء التام مسلسلات لم يتوقف عرضها منذ عقود، ومنها: ذا بولد أند ذا بيوتيفول (الموسم 34) والخسائر (الموسم 34) وأيام حياتنا (الموسم 55) وذهابًا وإيابًا (الموسم 33) وساترداي نايت لايف (الموسم 45) وذا ينغ أند ذا رستلس (الموسم 47). أُلغيت أيضًا مواسم 2020 من سلسلة برنامج تلفزيون الواقع «بيغ براذر» بنسخته البرازيلية والكندية والألمانية التي بدأ إعدادها قبل بدء الجائحة، وظهر المتنافسون فيها على أنهم «آخر من يعلم بالانتشار السريع للجائحة في العالم». أدى هذا إلى «كابوس أخلاقي» حول كيفية إعلام المتنافسين وبث ردات أفعالهم على العلن والاستمرار بالإنتاج، وهل يجدر بهم حقًا القيام بذلك.
بالتوازي مع تعليق إنتاج المحتويات الترفيهية، ازداد استخدام خدمات بث الفيديو بشكل ملحوظ بسبب التزايد الضخم في أعداد الناس القابعين في منازلهم، ونتيجة ذلك، قدمت خدمات طلب الفيديو وأرشيفات الأفلام ومنتديات السينما أفلامًا عديدةً للبث عبر الإنترنت، لكن ازدياد استخدام خدمات بث الفيديو للترفيه (إضافةً إلى خدمات الاجتماعات عبر الفيديو التي تقدمها شركات مثل زووم للعمل والتعليم) أجهد البنية التحتية للإنترنت العالمي، ولذلك قلصت شركتا نتفليكس ويوتيوب دقة مقاطع الفيديو إلى الجودة القياسية. أجلت ديزني+ إطلاقها في فرنسا، وطلبت إكس بوكس من المطورين جدولة تحديثات برمجية خلال فترات الاستخدام الأدنى للشبكة. عرضت العديد من الخدمات المدفوعة بعض محتوياتها مجانًا، بما فيها شركة إتش بي أو ونتفليكس وراديو سيريوس إكس إم الذي يُبث عبر الساتل.
من المتوقع أن تهدد خسارة عائدات الإعلانات وحقوق البث المتعلقة بتغطية الأحداث الرياضية الجدوى المالية للعديد من المسابقات بسبب الإلغاء العالمي للرياضات الاحترافية.

### المتاحف
بالتوازي مع التحديات اللوجستية المتعلقة بوقت فرض إغلاق (وكيفية إعادة الفتح ضمن إطار السلامة) المباني للشعب، وانخفاض الإيرادات وحالات التسريح من العمل بشكل كبير عبر القطاع، حدّثت العديد من المتاحف مواقعها الإلكترونية بشكل سريع للتركيز على «موارد المتاحف الافتراضية، التعلم الإلكتروني والمقتنيات المعروضة على الإنترنت». أخذت جهود المؤسسات للتواصل مع الشعب خلال فترة الإغلاق عدة أشكال، بما في ذلك فسح المجال للفكاهة؛ الهروب؛ التعبير الفني؛ فرص التعليم؛ التواصل الاجتماعي والتعاون؛ والإحساس بالهدوء. نُظمت ورشات عمل تدريبية عبر الإنترنت لقطاع المتاحف ضمن إطار الاستراتيجية الرقمية وحقوق النشر للتخطيط لحقبة «ما بعد الأزمة» ومن أجل الشعب. علاوةً على ذلك، وبالتوازي مع العمل على الأرشيف، بدأت العديد من المتاحف برامج «جمع الاستجابات السريعة» ضمن جهودها لمحاولة جمع المنتجات الحرفية والأحداث العابرة المرتبطة بالفترة الزمنية والطرق العديدة التي تغير المجتمع من خلالها.
نظرًا لكونها أول دولة تفرض الحجر الصحي على سكانها، كانت المتاحف في الصين أيضًا أول من قدم خدمات رقمية جديدة (للجمهور المحلي في المقام الأول، ولكن بدرجة أقل أيضًا على المستوى الدولي). صرّحت إدارة التراث الثقافي الوطني (إن سي إتش إيه) في يناير أنها «ستشجع المتاحف ومؤسسات التراث الثقافي في جميع أنحاء البلاد على اللجوء إلى الوسائل الرقمية المتاحة وإطلاق المعارض على الإنترنت حسبما يكون مناسبًا، مما يوفر للجمهور خدمات آمنة ومريحة عبر الإنترنت».
انتقلت العديد من المتاحف إلى وسائل التواصل الاجتماعي وذلك لإشراك جمهورها عبر الإنترنت. سرعان ما أصبح الهاشتاغ الذي انتشر عبر تويتر #MuseumFromHome مشهورًا وبشكل خاص بالنسبة للمتاحف التي تشارك محتواها بطرق مبتكرة. اختيرت مؤسسات مختلفة من خلال إشادة خاصة من قبل محللي الصناعة وذلك لاستراتيجيتها الناجحة المتعلقة بمحتواها المنشور على وسائل التواصل الاجتماعي. شملت هذه المؤسسات: متحف جيه بول جيتي وذلك «لتحديه» الجمهور لمشاركة نسخهم المعاد إنشاؤها من أعماله الفنية ودمج أعماله في لعبة الفيديو أنيمال كروسنج، أكواريوم شيكاغو لتصويره حيوانات البطريق وهي تزور حيوانات أخرى، الأكاديمية الملكية في لندن لمطالبة جمهورها برسم أعمالهم الخاصة ومتحف رعاة البقر والغرب الوطني في أوكلاهوما لتوفير «صوت» أصيل وغير اعتيادي عبر حساباته على مواقع التواصل الاجتماعي من حارس أمنهم.
استثمرت مؤسسات مختلفة فترة الإغلاق في إعادة ترتيب أولويات المشاريع وإبراز الجوانب المختلفة لمجموعاتها. على سبيل المثال: قام متحف بارتيشن في أمريتسار، الهند، ببرمجة نصية وتسجيل وتحرير وترجمة لإرشادات مسجلة صوتيًا تعمل عن بعد، أعاد متحف فيلبروك للفنون في أوكلاهوما، الولايات المتحدة الأمريكية إطلاق موقعه الإلكتروني بسرعة في أواخر مارس، ووُصف على أنه مثال نموذجي على كيفية قيام المؤسسة «بإعادة تنظيم أنشطتها وإعادة استخدامها والتفكير فيها». أتاحت فترة الإغلاق المؤقت أيضًا الفرصة للمؤسسات للقيام بمشاريع صيانة واسعة النطاق، وخاصة بالنسبة للأعمال التي نادرًا ما تُعرض.
أعلن مدير معرض الفنون في نيو ساوث ويلز عن تأجيل معرض صور جائزة أرشيبالد إلى ما بعد الأزمة الصحية، «عندما تكون هناك حاجة إلى الفن أكثر من أي وقت مضى».

### الموسيقى
أجّل العديد من الموسيقيين إصدار ألبوماتهم نتيجة للوباء (بما في ذلك ليدي غاغا وويلي نيلسون)، وأجّل البعض تواريخ إصدار ألبوماتهم القادمة (بما في ذلك دوا ليبا وسوفيان ستيفنز)، أصدر البعض (بمن فيهم ناين إنش نايلز وفيش) التي جذبت انتباه قليل أو معدوم حتى، ونشر آخرون فيديوهات للقطات أرشيفية أو حفلات قديمة (بما في ذلك بينك فلويد، راديوهيد وميتاليكا). في منتصف شهر مارس، أصدر بوب ديلان أغنية جديدة مدتها 17 دقيقة تسمى «مردر موست فول»، وهي أول مقطوعة من مواده الأصلية تُنشر منذ ثمان سنوات. ألغيت مسابقة الأغنية الأوروبية لعام 2020، والتي كان من المفترض أن تُجرى في شهر مايو في هولندا، وهذه كانت أول مرة تُلغى فيها المسابقة وذلك منذ افتتاحها عام 1956، وحُول المكان المخصص لها في روتردام أهوي إلى مستشفى مؤقت لمرضى كوفيد-19.
نُظمت العديد من الحفلات الموسيقية الخاصة للمشاركة عن بعد للترفيه عن الجمهور وجمع التمويل ورفع مستوى الوعي فيما يخص الالتزام بإرشادات مكافحة الفيروس ولا سيما التباعد الاجتماعي. بُث حفل آي هارت ليفينج رووم كونسرت فور أمريكا (الذي استضافه إلتون جون) على التلفزيون والراديو الأمريكي في 29 مارس، في حين كانت معًا في المنزل «سلسلة حفلات افتراضية» والتي تبعتها حفلة عالم واحد: معًا في المنزل في 18 أبريل التي نظمتها ليدي غاغا والتي كانت حفلة خيرية لجمع التبرعات لصندوق الاستجابة للتضامن من أجل مكافحة فيروس كورونا التابع لمنظمة الصحة العالمية (دبليو إتش أو) والتي بُثت على الراديو والتلفزيون والعديد من المنصات الرقمية.
«مهرجان الموسيقا المباشر على إنستجرام» آيزول إيد (إشارة إلى حفل لفينج إيد) الذي نُظم بشكل سريع هو عبارة عن سلسلة أسبوعية من حفلات أقيمت من قبل فرق أسترالية بُثت في أواخر شهر مارس. عزف وأدى كل فنان من المكان المحجور فيه، إذ أدى كل فنان لمدى 20 دقيقة من البث المباشر ثم أشار إلى الفنان الذي يليه ليقوم بالعزف. في يوم عيد الفصح 2020، الذي أهمل في خضم ذروة منحنى العدوى في العديد من البلدان، غنت مغنية الأوبرا الإيطالية أندريا بوتشيلي في الكاتدرائية الفارغة في ميلانو، عاصمة المنطقة الأكثر تضررًا في إيطاليا، يرافقها فقط عازف الكاتدرائية وبُث ذلك مباشرة عبر يوتيوب. على سبيل الشكر، أعلن فنانون من ضمنهم ليام غالاغير وريك أستلي أنهم سيؤدون حفلات موسيقية مجانية حصريًا للعاملين في الرعاية الصحية في وقت لاحق من العام.
بشكل فردي وجماعي، نظم الموسيقيون عروضًا على الإنترنت، أطلق عليها اسم «الحفلات الافتراضية»، سواء للموسيقى المعاصرة أو للموسيقى الكلاسيكية. غالبًا ما تضمنت هذه العروض الأقسام الموسيقية التي تشير إلى حقيقة العزلة الاجتماعية أو الحجر المنزلي، وذلك عبر منصات وسائل التواصل الاجتماعي الخاصة بهم. خُطط وأعد لبعضها خصيصًا، إلا أن بعضها الآخر كان مرتجلًا. على سبيل المثل، بث عازف الجيتار البرازيلي كاينا كافالكنتشي فيديوهات من العزف الثنائي بعنوان «جلسات الحجر» مع موسيقيين آخرين محجورين في منازلهم، أدى عازف التشيلو يو يو ما مقطوعة «العودة إلى المنزل» الخاصة بأنتونين دفورجاك، أعاد أعضاء الأوركسترا السيمفونية الغربية الأسترالية تسمية أنفسهم «أوركسترا غرب أستراليا للتباعد الاجتماعي» وأدوا نسخة معاد ترتيبها من بوليرو لموريس رافيل وجمعت جوقة هواة مساهمات أكثر من 1000 شخص من 18 دولة لصناعة نسخة فيديو من أغنية «قريب منك» لكاربنترز تكيف العديد من الموسيقيين والمغنين وكتاب الأغاني مع الأزمة من خلال التحول إلى التدريس عبر الإنترنت، إذ كانت هناك زيادة مفاجئة في الأشخاص الذين يرغبون في تعلم الآلات، وانخفاض في فرص العروض العامة المأجورة. ومع ذلك، نظرًا لانتشار المحتوى الموسيقي المجاني، من خلال الحفلات الموسيقية لجامعي التبرعات الخيرية، والبث على وسائل التواصل الاجتماعي، وأحداث الشركات مقابل رسوم منخفضة، حذر بعض الفنانين والهيئات الصناعية من كل من تضاؤل الدخل ومن أن يصبح الطلب من الفنانين أن يأدوا بشكل مجاني هو العادة.

### الفنون التعبيرية
أغلقت العديد من المسارح كنتيجة لمتطلبات التباعد الاجتماعي، أدى ذلك بالنتيجة إلى تضاؤل العروض العامة والتدريبات أيضًا. في بعض الحالات، مثل مهرجان أدنبرة، الذي أطلق بعد الحرب العالمية الثانية كمحاولة للتوفيق بين الناس من خلال الفنون المسرحية، كان هذا أول إلغاء منذ أكثر من ستين عامًا. حاولت العديد من مؤسسات الفنون المسرحية التكيف من خلال تقديم خدمات رقمية جديدة (أو موسعة حديثًا). أدى هذا على وجه الخصوص إلى التدفق المباشر المجاني عبر الإنترنت للعروض المسجلة سابقًا للعديد من الشركات، خاصة العروض والمسرحيات الأوركسترالية، التي جُمعت قوائمها من خلال الاستعانة بمصادر خارجية وبالصحفيين. على سبيل المثال: بثت أوبرا متروبوليتان في نيويورك أوبرا جديدة كل مساء، بما في ذلك تأدية أوبرا دير رينغ ديس نيبلنغين كاملة خلال المواسم 2010-12، أتاحت شركة بولشوي باليه في موسكو ستة من عروضها، نشرت شركة شكسبير جلوب 40 من عروضها المسرحية المصورة، نشر المنتج أندرو لويد ويبر إنتاجًا مصورًا لإحدى مسرحياته الموسيقية كل أسبوع. تقرر عرض النسخة المصورة من المسرحية الموسيقية هاميلتون حتى 3 يوليو 2020 وحصريًا على ديزني +، على الرغم من أنها كانت من المقرر أن تصدر كإصدار مسرحي في 15 أكتوبر 2021، وذلك بحسب ما أعلن عنه منشئ البرنامج لين مانويل ميراندا في 12 مايو 2020.
وفي الوقت نفسه، بسبب إغلاق الإنتاج والنقص المتزامن في معدات الحماية الشخصية، تحولت العديد من أقسام أزياء المسرح، لا سيما في دار أوبرا برلين، إلى تصنيع أقنعة الوجه.
وقد استمتع الممثلون الفرديون من العزلة إلى «... أن يكونوا في هذا معًا وأن هذا يجب أن يأخذ شكل التفرقة»، بحسب ما وصف نيل مساهمته في الترويج الكوميدي. بث ستيوارت، وهو ممثل شكسبيري مدرب، بثًا مباشرًا لنفسه وهو يقرأ قصيدة واحدة كل يوم عبر وسائل التواصل الاجتماعي، قراءات وصفت على أنها «أكثر من مجرد تسلية بسيطة، بل لحظات من التواصل» كلفت شركة مسرح سيدني الممثلين بتصوير أنفسهم في المنزل يناقشون ثم يؤدون مونولوج من إحدى الشخصيات التي لعبوها في السابق على خشبة المسرح.
أدارت العديد من شركات الباليه دروسًا عبر زووم للراقصين، والتي بُثت أيضًا. قدم راقصو الباليه، بمن فيهم الراقصين الرئيسيين مع مسرح الباليه الأمريكي جيمس بي وايتسايد وإيزابيلا بويلستون، بالإضافة إلى المخرجة الفنية والراقصة الرئيسية للرقص الإنجليزي الوطني تمارا روخو، دروسًا في الرقص بُثت بشكل مباشر على وسائل التواصل الاجتماعي.

### المكتبات والمحفوظات
واجهت المكتبات ودور المحفوظات مواقفًا مختلفة، من الاستمرار بتقديم خدمة كاملة مع وجود بعض القيود، عبر توفير الحد الأدنى من الخدمات، إلى الإغلاق الكامل. أشار معهد خدمات المتاحف والمكتبات إلى أن خطر انتقال الفيروس التاجي عبر الورق كان منخفضًا، وفقًا لمنشورات المجلات الطبية. لذلك، لاحظ الاتحاد الدولي لجمعيات المكتبات أن بعض المكتبات فرضت فترة انتظار قبل التعامل مع الكتب التي أرجعها الزبائن، في حين أوضحت أخرى أنه لا يتوقع من أحد إعادة الكتب المستعارة حتى تعود الأشياء إلى طبيعتها. أصبح المكتبيون الذين يقدمون خدمات مستمرة أكثر أهمية خلال الوباء، خاصة الذين يديرون المكتبات الطبية، والذين يعملون ضمن السجون وفي مرافق رعاية المسنين. ألغت العديد من المكتبات العامة البرامج التي من شأنها أن تجعل الناس يقضون فترات أطول معًا. أغلق آخرون قاعات القراءة العامة أو سمحوا للأشخاص بالحصول على الكتب المطلوبة من خلال الذهاب إليهم شخصيًا بالسيارة أو من خلال تقديم خدمات توصيل. بدأت خدمات توصيل عبر «سيارات الأجرة» من قبل خدمات المكتبة البلدية في أماكن متنوعة مثل سفالبارد، والنرويج، وغودوي كروز، والأرجنتين، وجميع أنحاء البرتغال. أطلقت مكتبة العتبة العباسية المقدسة في العراق خدمة الإقراض عن بعد للباحثين الذين يتيحون الوصول إلى الموارد الإلكترونية. وبسبب إدراك المكتبات وجود زيادة في الأشخاص الذين لم يسجلوا في السابق للحصول على بطاقة مكتبة شخصية، أزالت العديد منها -بما في ذلك المكتبات الوطنية للمغرب وإستونيا- المتطلبات اللازمة لذلك، أو أنشأت نظامًا للعضوية الإلكترونية. كأحد أشكال إعادة استخدام المعدات التقنية والاستفادة منها، أنشأت المكتبات العامة في جميع أنحاء ليتوانيا باستخدام طابعات ثلاثية الأبعاد دروع للوجه للعاملين في المجال الطبي و«مقابض أبواب بدون استخدام اليدين» للمحلات الشعبية، في حين تبرعت المكتبة الوطنية ب 3 آلاف حاسوب محمول جديد (مخصص أصلًا للمكتبات المحلية) لأطفال المدارس الذين لا يملكون جهاز حاسوب في المنزل. وفي الوقت نفسه حُوّل مختبر الحاسوب التابع للمكتبة الوطنية الكينية ليصبح مركز إدخال وتحليل البيانات في مقاطعة تايتا تافيتا لاختبارات كوفيد-19.
عملت المكتبات ذات الأحجام والأغراض المختلفة حول العالم لتوفير الوصول إلى المجموعات والخدمات عن بُعد. على سبيل المثال، نظّمت مكتبة فرنسا الوطنية معارضًا افتراضية، وسلّطت مكتبة جرانبي في كيبيك الضوء على المحتوى الذي يركز على تعلم مهارات جديدة، وقدمت هيئة مكتبة غانا فصولًا لمحو أمية الأطفال عبر تطبيق الفيسبوك، وأعلنت المكتبة الوطنية لإسرائيل أنها ستوفر كتبًا صوتية مجانية، وأعلنت مكتبة الكونغرس الوطنية الأرجنتينية أنها ستسجل وتشارك القراءات التي ينشرها المؤلفون المحليون البارزون، وذكرت خدمة المكتبات والمحفوظات في ناميبيا أن جميع المكتبات المحلية البالغ عددها 65 مكتبة تركت شبكات الواي فاي العامة الخاصة بها تعمل طوال الليل لتوفير وصول مستمر للجميع. وبمقابل وجود زيادة ملحوظة في الطلب على الموارد الرقمية (بحسب ما اتضح من خلال مسح سريع أجرته وزارة الثقافة الفرنسية)، كانت هناك جهود كبيرة لتعزيز الوصول إلى الكتب الإلكترونية: من خلال زيادة عدد الكتب الإلكترونية في الكتالوج (أعلنت المكتبة العامة الرقمية الأمريكية عن عزمها مضاعفة المجموعة إلى 12000 عنوان)، وزيادة العدد الذي يمكن للناس اقتراضه في أي وقت، أو عن طريق إعادة تخصيص ميزانيات لدفع ثمن المحتوى الإلكتروني. في 24 مارس، أعلن أرشيف الإنترنت عن إنشاء «مكتبة الطوارئ الوطنية»، إذ عُلّقت قوائم الانتظار على 1.4 مليون كتاب إلكتروني من مكتبة الإقراض الخاصة بهم -الكتب غير الموجودة في المجال العام في الولايات المتحدة- لضمان الوصول المستمر إلى الكتب التي سيحتاجها المعلمين والطلاب. انتقد الإعلان بشدة صناعة النشر هذه.
بدأت العديد من المكتبات (الوطنية والجامعية والمحلية) برامج الجمع التي تحاول توثيق الوباء وأُنتجت حزم تدريبية مختلفة ومصادر مرجعية وقوالب للوثائق وأدلة لأفضل الممارسات، بشكل خاص الجمعية الأمريكية للمحفوظات. في هولندا، أطلقت منظمة التراث الرقمي الوطني حملة لأرشفة المجموعات الرقمية الجديدة المتعلقة بالوباء، كانت عن طريق أرشفة صفحات الويب بشكل خاص، ولكن شمل ذلك أيضًا وسائل التواصل الاجتماعي والفيديو. نُفّذت أيضًا العديد من الحملات الأخرى، التي تضمنت: المجموعات العابرة [المادية والرقمية والرقمية الأصلية] من قبل المكتبات ودور المحفوظات المختلفة حول العالم، وتسجيلات بشكل «خرائط صوتية» للمدن التي لا تملك تسجيلات خاصة بها، ومنصة تسجيل شفهي عبر الإنترنت، بالإضافة إلى مشروع التاريخ الشفهي لقطاع «غلام» (قطاع الاستديوهات والمكتبات والأراشيف والمتاحف) الذي أجرى مقابلات منتظمة مع مديري منظمات القطاع الثقافي طوال فترة الإغلاق.
كان بدء عودة خدمات المكتبة المادية -حدث ذلك في شهر مايو في العديد من البلدان- مترافق مع «نهج تدريجي» لاستئناف الخدمات. حُذّر من أي اندفاع لإعادة فتح المكتبات والتعامل بشكل مادي، وأنه من الممكن أن تُطبّق قواعد أكثر صرامة في وقت لاحق، وبالتالي إمكانية العودة إلى الإغلاق. تضمنت الأساليب المستخدمة للتخفيف من المخاطر عند إعادة تشغيل الخدمات الشخصية ما يلي: تحديد عدد المستفيدين المتزامنين (والذي تسبب في حد ذاته في زيادة الاشتراك السريع في بعض الأماكن، بما في ذلك اليابان)، والإبعاد بين أوقات توفير الخدمات المقدمة (على سبيل المثال في كوريا الجنوبية من خلال توفير خدمة استلام الكتب عبر خزائن خاصة) والحد من عدد المستفيدين داخل المباني (على سبيل المثال، من خلال إزالة وإعادة ترتيب بعض المقاعد مثلما حدث في تايوان)، ووضع بروتوكولات جديدة للنظافة الشخصية للموظفين والمستفيدين (مثل ارتداء القفازات عند جمع الكتب المرتجعة في أستراليا). قدّمت العديد من جمعيات المكتبات الوطنية إجراءات وقوائم مراجعة لتقديم المشورة حول كيفية إعادة التشغيل، أو حتى حول إمكانية إعادة التشغيل. اضطرت بعض المكتبات إلى إصدار تحذير للمستفيدين بعدم وضع الكتب التي يستعيرونها في الميكرويف على أمل قتل أي فيروس، لأنه سيتسبب ذلك بإحراق شريحة ريفيد (المسؤولة عن تحديد الهوية بواسطة موجات الراديو).

### الأدب والنشر
يقول المؤلف جيمس باترسون: «أعتقد أن الكتب ضرورية جدًا، فهي تجعلنا بشرًا أكثر لطفًا وتعاطفًا. ولديها القدرة على إبعادنا -حتى للحظات- عن الشعور بالإرهاق والقلق والخوف».
يقول المؤلف كريستوس تسيولكاس: «الآن فقط، بعد انفصالي جسديًا عن أصدقائي وزملائي أدركت مقدار الدعم والإلهام الذي أتلقاه من آرائهم ومحادثتهم وحججهم. غرفة خاصة لكل شخص أمر ضروري، لكنه غير كاف».
نتيجة للقيود المفروضة على تجمعات الناس، أُلغي أو تأجّل العديد من المهرجانات الأدبية ومعارض الكتب التجارية وإطلاق الكتب. في المملكة المتحدة، نظّمت مؤسسة يوم الكتاب الكبير مهرجان افتراضي للكتاب لمدة ثلاثة أيام يجمع المهرجانات الأدبية التي أُلغيت بسبب الوباء. كان لمثل هذه الإلغاءات (بالإضافة إلى إغلاق المدارس) تأثير كبير على قدرة الناشرين على عرض أعمال جديدة للجمهور، وكذلك على فرص الكتاب الذين يأخذون أجورًا للكتابة للمتحدثين على المنصات في أحداث معينة. واضطرت العديد من المكتبات إلى إغلاق أبوابها. أغلق آخرون بما في ذلك مكتبات مستقلة أعمالهم. تكيف بائعي الكتب من خلال توفير الشحن المجاني و«الالتقاط الجانبي» من واجهات المتاجر المغلقة، وتقديم توصيات الكتب عبر الفيديوات، وإقامة شراكات مع شركات أخرى مثل باعة الزهور. بينما استمرت بعض المكتبات في تشغيل الهاتف والبريد الإلكتروني والطلبات عبر الويب والبريد وعرضت توصيلًا مجانيًا، وألغى البعض مثل أمازون دوت كوم جعل شحن الكتب من أولوياتها.
شهدت الأدبيات التي تدور حول موضوع الأوبئة والكلاسيكيات مثل تلك التي نشرتها بينجوين كلاسيكس طفرة في المبيعات، وأصبح بعضها الأكثر مبيعًا. من العناوين التي بيعت بكميات كبيرة ديكاميرون بقلم جيوفاني بوكاتشيو، الذي كتب حوالي عام 1453، ومجلة عام الطاعون، التي كتبها دانيال ديفو حوالي عام 1722، ولا بيست (الطاعون) التي كتبها ألبرت كامو، ونشر في عام 1947، وذا ستاند، التي نُشرت عام 1978، وعيون الظلام التي كتبها دين كونتز، والتي نُشرت في عام 1981.
لاحظ الناشرون الدوريون للأخبار والمجلات أن المحتوى المرتبط بالفيروس التاجي الذي نشر في أواخر مارس يمثل 1% فقط من المقالات المنشورة، لكنه يمثل حوالي 13% من جميع مشاهدات المقالات. أزالت العديد من الخدمات الإخبارية المأجورة تقييد أخبارها عن العامة بهدف توليد ولاء للعلامة التجارية الخاصة بهم، وزيادة وصول الجمهور إلى المعلومات ذات الصلة. أصدرت كوندي ناست إيطاليا نسخًا رقمية من جميع مجلاتها (مثل Vogue Italia) مجانًا لمدة ثلاثة أشهر، على غرار هارست إسبانيا (التي تنشر مجلة كوزموبوليتان). وفي الوقت نفسه، أتاح الناشرون الأكاديميون «أكثر من 32 ألف مقال وفصل وأخرى» تتعلق بكوفيد-19 بدرجات مختلفة من الوصول المفتوح، لتوفير «وصول فوري إلى المقالات والدراسات الدقيقة والمصادق عليها والتي يمكن للجمهور الوثوق بها». أجرى العديد من الناشرين الإلكترونيين الأكاديميين (بما في ذلك EBSCO وProQuest وPearson وJSTOR وغيرهم) تغييرات مؤقتة مثل تخفيض سعر المحتوى الخاصة بهم للسماح بالوصول على نطاق أوسع و/أو أرخص إلى محتواهم. على سبيل المثال، سمحت هايث تراست للمكتبات مؤقتًا بإعارة نسخ رقمية من الكتب التي تمتلكها على شكل نسخ مطبوعة. وبالمثل، أزال ناشروا ماك ميلان في إعلان مفاجئ الحظر الذي فرضوه مؤخرًا على المكتبات العامة في الولايات المتحدة، سامحين بذلك بنسخة واحدة فقط من الكتاب الإلكتروني لكل نظام مكتبة في الأسابيع الثمانية الأولى بعد إصدار العنوان اعترافًا بأن النشر التجاري والعامة قطاعات المكتبات اللازمة للتعاون أثناء الوباء.
بالنسبة للمؤلفين المحترفين، تقلصت العديد من مصادر الإيرادات عندهم. ضغطت رابطة باعة الكتب الأمريكية على الناشرين لتقديم خصومات لتجار التجزئة المستقلين. قسمت جائزة جمهورية الوعي لصغار الناشرين من القصص الخيالية جائزة 10 آلاف جنيه إسترليني بين المرشحين الخمسة المختارين. أعلنت شركة أوديبل (التي تملكها شركة أمازون) أنها ستجعل 300 كتابًا مسموعًا مجانيًا عند تسجيل الدخول طوال فترة إغلاق المدارس.

## التأثيرات

### الميزانيات والعمالة
سبَّبت إجراءات الإغلاق العام والحجر الصحي آثارًا مدمرة على إيرادات المنظمات والمؤسسات الثقافية التي تعتمد في دخلها على مبيعات التذاكر. فعلى سبيل المثال بلغ متوسط خسائر الإيرادات الأسبوعية المُعلن عنها في قطاع المتاحف الأوروبية حوالي 80% أثناء فترة الإغلاق، ما أثَّر بشكل مباشر على الموظفين الإداريين والفنانين وسائر العاملين في هذه المؤسسات، وذلك لأن قطاع الفن والثقافة يتميز بمعدلٍ عالٍ من العقود المؤقتة والعمل الحر. وبحلول 20 مارس سرَّح سيرك دو سوليل 95% من قوته العاملة، وألغى عروض السيرك المتنقل التي كانت مقررة في سبع دول. انخفض كذلك سوق الفن التجاري العالمي بنسبة 5% في عام 2019 مقارنة بالعام السابق، ومن المتوقع أن ينخفض أكثر في عام 2020، خصوصًا وأنَّ 6 من بين أكبر 10 مؤسسات في العالم تعمل في هذا المجال تتواجد في الصين. توقع التجار العاملون في قطاع الفن في جميع أنحاء العالم انخفاضًا سنويًا في الإيرادات يتجاوز 70%، وفي البلدان التي يوجد فيها نظام إعانة للبطالة في حالات الطوارئ الحكومية، سُرح نحو ثلثي الموظفين العاملين في هذا القطاع.
حاول العديد من المشاهير من مختلف المجالات الفنية إبداء تعاطفهم مع المؤسسات الفنية والثقافية التي تكبدت خسائر فادحة في ظل إجراءات الإغلاق العام، ومن بينها: غال غادوت ومادونا وفاريل ويليامز وليلى سليماني وماري داريوسيك، لكنَّ العديد من الانتقادات وُجهت إليهم لأنهم كانوا يتحدثون من قصورهم الريفية الفاخرة التي يقضون فيها أيام العزل.
تقارير ميزانية قطاع الفنون والثقافة والتوظيف في عدد من دول العالم:
أستراليا: ساهمت الأنشطة الثقافية والفنية بنحو 112 مليار دولار أسترالي (أي 6.4% من الناتج المحلي الإجمالي لأستراليا) في ميزانية 2016-2017 بحسب التقديرات الحكومية، وبحلول أواخر مارس 2020 ألغي أكثر من 255 ألف حدث ثقافي في البلاد مع خسارة إيرادات تقدر بنحو 280 مليون دولار أسترالي، وأغلقت أوبرا أستراليا -أكبر شركة للفنون المسرحية في البلاد- مؤقتًا وسرَّحت جميع موظفيها تقريبًا، وسط تكهنات بأنها ستضطر أيضًا إلى بيع الأصول الرئيسية لتجنب الإفلاس، وفي منتصف أبريل سرَّحت أوركسترا ملبورن السيمفونية جميع موسيقييها، ولم تحترم الاتفاق الذي كان سيبقيهم في العمل مع نصف الأجر.
إيطاليا: أغلقت العديد من المؤسسات الثقافية والفنية الإيطالية لأول مرة منذ الحرب العالمية الثانية. يُشكل قطاع المتاحف المدعوم من الحكومة 27 مليار يورو (1.6% من الناتج المحلي الإجمالي لإيطاليا)، أي أصغر قليلًا من قطاع الزراعة.
هولندا: أعلن مجلس الوزراء الهولندي في 15 أبريل عن حزمة دعم بقيمة 300 مليون يورو للقطاع الثقافي، بالإضافة إلى إجراءات التحفيز المالي العامة المعلنة في البلاد والتي سيكون القطاع الثقافي مؤهلًا للحصول عليها. أعلنت هيئة تمويل الفنون الوطنية أنها ستقبل التأجيل أو النقل أو التغييرات على الخطط التي تلقت المؤسسات الفنية منحًا لها دون الحاجة إلى طلب موافقة من الهيئة، وشجعت كذلك المؤسسات على الاستمرار في الدفع لأي مقاولين مستقلين.
المملكة المتحدة: أجرت لجنة الثقافة والإعلام والرياضة البرلمانية في أبريل تحقيقًا حول تأثير الوباء على هذه القطاعات بهدف دراسة التأثير الفوري والبعيد الأمد الذي تسببه جائحة كوفيد-19، بالإضافة للتدابير الاجتماعية والمالية التي يمكن اتخذها للحد من هذه التأثيرات. أبلغت وزارة الخزانة اللجنة البرلمانية أن المؤسسات التراثية التي تتلقى دعمًا حكوميًا مثل المتحف البريطاني ومتحف الحرب الإمبراطوري ومتحف فيكتوريا وألبرت، لا يمكنها استخدام هذا الدعم الحكومي لزيادة رواتب الموظفين، إذ دفع 80% من رواتب الموظفين مباشرة من خزينة الدولة بموجب المخطط الوطني للاحتفاظ بالوظائف. انتقد النقابات هذا الإعلان، وتناقضه مع النهج المتبع تجاه الهيئات المماثلة الأخرى مثل مؤسسات النقل والمتاحف الوطنية في اسكتلندا.
أعلن اتحاد الفنانين في إنجلترا أن أعضائه -وكذلك معظم العاملين لحسابهم الخاص في القطاع الثقافي- قرروا إلغاء العديد من مشاريعهم وخططهم في الوقت الحالي، ومع ذلك فقد رأى الاتحاد أن خطة الحكومة لدعم الأعمال الحرة يجب أن تصل فقط إلى أولئك المحتاجين بحلول يونيو 2029، وبناءً على ذلك طلب مجلس الفنون في إنجلترا من جميع المنظمات المُمولة احترام عقودها مع موظفيها حتى لو ألغيت جميع المشاريع. انتقدت بعض الهيئات الدعم المقدم من الحكومة لأنه غير كافٍ وغير عادل.
الولايات المتحدة الأمريكية: مع انتشار جائحة كوفيد-19 في الولايات المتحدة أصبح إغلاق المؤسسات هو القاعدة العامة، وبدأت المؤسسات في نشر حساباتها التي توضح نقص الإيرادات، فعلى سبيل المثال توقعت أوبرا متروبوليتان خسارة 60 مليون دولار من إيراداتها بحلول نهاية مارس 2020، أما متحف متروبوليتان فقدر أنه سيخسر أكثر من 100 مليون دولار، وتوقعت إس إف إم أو إم أي انخفاضًا بنسبة 40% في إيراداتها، وتوقعت صناعة السينما الأمريكية انخفاضًا بنسبة 40% على أقل تقدير مقارنة بعام 2019، إذا أغلقت دور السينما لمدة ثلاثة أشهر فقط، وهي أكبر خسائر منذ عام 2000.
أعلنت العديد من المتاحف في الولايات المتحدة عن فصل أعداد كبيرة من موظفيها بحلول مارس 2020، ومنها متحف كليفلاند للفنون الذي وضع جميع الموظفين العاملين بدوام جزئي في إجازة غير مدفوعة الأجر، وسرح مؤقتًا عددًا من العمال، وخفض رواتب الموظفين المتبقين، سرَّح متحف الفن المعاصر في ماساتشوستس 73% من موظفيه، وسرحت متاحف بيتسبرغ 550 من موظفيها البالغ عددهم 1003 (75% منهم كانوا يعملون بدوام جزئي)، وسرَّح متحف العلوم في مينيسوتا معظم موظفيه مؤقتًا، أما متحف لوس أنجلوس للفن المعاصر والذي كان قد تلقى مؤخرًا هبةً بقيمة 10 ملايين دولار من رئيس مجلس الإدارة كارولين باورز، فقد أقال جميع الموظفين العملين لديه بدوام جزئي، وألغت شركة إم أوإم إي -التي تملك وقفًا تقدر قيمته بنحو مليار دولار- جميع عقود المعلمين لديها، وأشارت الشركة إلى أنه قد تمر شهور إن لم تكن سنوات قبل أن نتوقع العودة إلى مستويات الميزانية السابقة والأعمال التي تتطلب خدمات المعلمين.
بدأ الموظفون المقالون في تكوين نقابات ردًا على قرارات تسريح العمال في قطاع المتاحف، على الرغم من أن قرارات التباعد الاجتماعي تمنع الاجتماعات الشخصية المطلوبة لتوقيع البطاقات لتقديمها لانتخابات النقابات. نظم موظفو متحف فراي للفنون في سياتل اعتصامًا عن بعد احتجاجًا على تسريح العمال، وقال العمال إن إدارة المتحف استغلت الوباء لاستهداف قادة النقابات خلال مفاوضات العقود. اقترحت إحدى نقابات العمال في 18 مارس -واستجابة للارتفاع السريع في تقديم العروض عبر الإنترنت أثناء فترات الإغلاق العام- عن اتفاقية بث جديدة في المناطق التي تكون فيها قرارات التباعد الاجتماعي سارية المفعول، بحيث يتاح تقديم الأداء والعروض عبر الإنترنت، لكن عرض إحدى المسرحيات ألغي في اللحظة الأخيرة بسبب نزاع بين المنتجين والنقابة. قالت النقابة إنه من المحزن للغاية أن نرى بعض المنتجين وأصحاب العمل يطالبون العمال بالاستمرار في مهماتهم دون وجود أي عقود أو ضمانات، بدورهم رد المنتجون أن الأداء عبر الإنترنت لا يخضع للشروط والاتفاقيات السابقة لأنه عمل من المنزل، بالإضافة لصعوبات في تحديد الأسعار والأرباح.

### المساعدة المالية
مع الاضطراب المالي واسع النطاق في جميع المجالات الاقتصادية، أعلنت حكومات عديدة عن برامج كفالة الإنقاذ المالية الاقتصادية والتحفيز المالي المتضمنة عددًا محددًا من الموارد من أجل القطاعات الفنية والثقافية. بشكل مماثل، جمعت المنظمات الخيرية والجهات الصناعية الأموال بهدف دعم قطاعاتها، بينما أعلنت شركات الصناعة الإبداعية عن تبرعاتها الخاصة. على سبيل المثال، تبرع المؤلف جيمس باترسون بمبلغ قدره 500,000 دولار إلى متاجر الكتب المستقلة،  وأعلنت سوني بدورها عن تبرعات للمساعدة في دعم المهنيين الإبداعيين «المتأثرين بإلغاء الحفلات والعروض الحية أو تأجيلها، أو إغلاق الإنتاج التلفزيوني والسينمائي». قدمت خدمات البث الموسيقية مثل ساوند كلاود وسبوتيفاي وباند كامب ضمانات مالية أو تنازلات عن الرسوم من أجل دعم الفنانين. أنشأ الفنانون البصريون حملة اقتصاد جزئي على انستاغرام بعنوان «#ArtistSupportPledge» لدعم بعضهم البعض – إذ عرضوا فيها أعمالهم للبيع وقدموا تعهدات بشراء أعمال غيرهم إذا حصدت أعمالهم المال الكافي.
شملت برامج التحفيز المالي من أجل القطاع الفني والثقافي في الدول المفردة:
 الجزائر. في أبريل، أعلنت وزيرة الثقافة مليكة بندودا على صفحتها في فيسبوك عن تكليف «أو إن دي إيه»، مجموعة حقوق النشر والطباعة الوطنية، بإدارة حزمة مساعدات مالية من أجل الفنانين الذين توقف عملهم بسبب الجائحة.
 أستراليا. في مارس، طلبت عريضة ضمت أكثر من 50 منظمة فنية وثقافية (بما في ذلك الهيئات البارزة في الموسيقا، والرقص، والفنون البصرية، والمتاحف، والكتاب وفنون السكان الأصليين) حزمة من المساعدات المالية «... بقيمة 2% من الصناعة [الإبداعية والثقافية] التي تبلغ قيمتها 111.7 مليار دولار أسترالي». علاوةً على ذلك، طلبت من رئيس الوزراء «... إصدار بيان عام يعترف فيه بقيمة صناعتنا لجميع الأستراليين»، مشيرة إلى عدم تعافي الصناعة بعد من تأثير موسم حرائق الغابات في أستراليا 2019-20. بشكل منفصل، طلبت أستراليا للعروض الحية مبلغًا قدره 850 مليون دولار أسترالي من أجل قطاعها، بينما طلب مركز أبحاث معهد أستراليا حزمة قدرها 750 مليون دولار أسترالي من أجل العروض الفنية بشكل عام.
في أوائل أبريل، وعوضًا عن المبلغ المطلوب في العريضة بقيمة 2.2 مليار دولار أسترالي، أعلنت الحكومة الفدرالية عن حزمة بقيمة 27 مليون دولار أسترالي من أجل تمويل عدد من الفنون المحددة – 7 ملايين دولار أسترالي من أجل برنامج دعم صناعة الفنون البصرية الخاصة بالسكان الأصليين، و10 مليون دولار أسترالي من أجل تمويل الفنون الإقليمية في هيئة فنون أستراليا الإقليمية و10 مليون دولار أسترالي من أجل قانون الدعم، الذي يُعد جمعية خيرية تهدف إلى تقديم الدعم المالي والمشورة للمعنيين بصناعة الموسيقا في أستراليا. وسعت أيضًا مساعدات البطالة كاستجابة منها للجائحة – إذ لُقبت جوب-كيبر. ومع ذلك، استبعد البرنامج على وجه الخصوص «أصحاب العمل الحر والعاملين بعقود عادية أو قصيرة الأجل، أو الأشخاص العاملين لدة سلسلة من أرباب العمل في العام الماضي»، إلى جانب عدم أهلية عدد كبير من المهنيين في القطاعات الفنية والثقافية لهذا المخطط – على الرغم من اعتبار قطاع الفن القطاع الأكثر تضرر من الاقتصاد، إذ يعتمد قطاع الفن بشكل كبير على العقود قصيرة الأجل. في أواخر يونيو، أعلنت الحكومة الفدرالية عن برنامج دعم أكبر إضافي بقيمة 250 مليون دولار أسترالي، إذ يشمل «90 مليون دولار من القروض المسهلة المدعومة من الحكومة من أجل تمويل الإنتاجات الجديدة» و«برنامج منح بقيمة 75 مليون دولار من أجل توفير رأس المال لمساعدة شركات الإنتاج والأحداث الأسترالية في إقامة مهرجانات وعروض وجولات فنية وغيرها من الأحداث الجديدة». ألغت الحكومة الفدرالية ضريبة الطيف المفروضة على هيئات البث التلفزيوني لمدة 12 شهر، إلى جانب إلغائها الحصة النسبية من المحتوى المحلي المفروضة على الشبكات التلفزيونية التجارية من أجل صنع الدراما الأسترالية والوثائقية وتلفزيون الأطفال طوال عام 2020، على أساس عدم إمكانية الإنتاج خلال الجائحة في جميع الحالات. ومع ذلك، أثار هذا القرار قلق المنظمات الفنية التي تخشى عدم تحسن صناعة الإنتاج المحلية.
في أبريل، أعلنت حكومة ولاية فكتوريا عن برنامج بقيمة 16.8 مليون دولار أسترالي من أجل الفنون، بما في ذلك «صندوق الاستثمار الاستراتيجي» المشترك بين 100 منظمة ثقافية وفنية غير حكومية تقريبًا (ومن أبرزها مهرجان ملبورن فرينغ)؛ أعلنت مدينة سيدني عن مبلغ قدره مليون دولار أسترالي من أجل الفنانين؛ أعلنت الرابطة المهنية للمكتبات «إيه إل آي إيه» عن «صندوق إغاثي» من المدفوعات التي تصل قيمتها إلى 500 دولار أسترالي من أجل تغطية تكلفة النفقات الرئيسية لأعضائها الذين يواجهون خسائر في دخلهم.
 بوركينا فاسو أنشأت مجموعة حقوق النشر والطباعة الوطنية «بيرو بوكينابه دو ديروت دوتور» (بي بي دي إيه) «صندوق تضامن» من أجل الفنانين.
 كندا. أعلن المجلس الكندي عن تقديمه 60 مليون دولار من «التمويل المسبق» إلى 1,100 منظمة من «منظماته الممولة الأساسية» بحلول 4 مايو، من أجل دعم المدفوعات المستحقة للعمال والفنانين.
 أيرلندا. بالإضافة إلى برامج الدعم الحكومية السابقة المتعلقة بالجائحة، أعلنت وزارة الثقافة والتراث والغيلتاشت عن العديد من البرامج الهادفة إلى مساعدة القطاع الثقافي خاصة، بما في ذلك البرامج التي يديرها مجلس الفنون وشاشة إيرلندا.
ساحل العاج. في أول أبريل، أعلنت مجموعة حقوق النشر والطباعة الوطنية «بيرو إيفرويان دو دروت دوتور» (بوريدا) عن صندوق دعم لأعضائها المصابين بفيروس كورونا. يجب على المتقدمين تقديم طلب مع وثيقة طبية مثبتة للمرض بحلول اليوم العاشر من ذلك الشهر.
 فرنسا. أعلن وزير الثقافة، فرانك ريستر، أن موظفي المؤسسات الثقافية الذين يتلقون في الوقت الحالي إعانات البطالة المحسوبة على مدى 12 شهر سيشهدون فترة تقييد غير مدرجة في الحساب. أعلنت مجموعات النشر والطباعة الوطنية للمؤلفين والفنون البصرية (على الترتيب: الجمعية الفرنسية لمصالح المؤلفين [سوفيا]، وجمعية مؤلفي فن الغرافيك والفنون التشكيلية [إيه دي إيه جي بّي]) عن عدم طلبها سداد أي من المنح المالية التي قدمتها في وقت سابق من أجل المهرجانات الثقافية والأحداث الملغاة، وطلبت من مستلمي المنح الدفع للفنانين المتعاقدين معهم في الأصل بالكامل.
 ألمانيا. صرحت وزيرة الثقافة الألمانية، مونيكا غروترز، أن «الفنانين ليسوا ضروريين فحسب، بل دورهم جوهري، خاصة الآن». قدمت هذا التصريح مع إعلان برنامج تحفيز قدره 50 مليار يورو للشركات الصغيرة والأعمال الحرة – بما فيها القطاعات الإبداعية.
 إيطاليا. في أواخر مارس، أعلنت مجموعة حقوق النشر والطباعة الوطنية «إس آي إيه إي» عن ثلاثة إجراءات: «صندوق دعم استثنائي» بقيمة 60 مليون يورو من أجل أعضائها في 2020-21، وصندوق قروض بدون فائدة بقيمة 50 مليون يورو من أجل الأعضاء و2500 طرد غذائي للأعضاء المحتاجين بشكل فوري.
 المغرب. في أيار، أعلنت الحكومة عن تخصيصها مبلغ 6 ملايين درهم مغربي للجنة مستقلة تهتم بشراء الأعمال الفنية المحلية «من الفنانين المتأثرين بكوفيد-19 وعرضها في المتاحف في جميع أنحاء الدولة».
 نيوزيلندا.  في 24 مارس، أعلنت وكالة نيوزلندا الإبداعية عن «حزمة استجابة للطوارئ» بقيمة 16 مليون دولار نيوزلندي للنصف الأول من العام، مشيرة إلى احتمالية وجود دفعة ثانية من التمويل للنصف الثاني من عام 2020. في أواخر مايو، أعلنت رئيسة الوزراء عن برنامجي تمويل. شمل الأول سلسلة من حزم الميزانية الخاصة بمؤسسات ثقافية محددة (بما فيها نيوزلندا الإبداعية، ونا تونغا للصوت والبصريات، ومتحف نيوزلندا تو بابا تونغاريوا وتراث نيوزلندا بوهير تونغا)، بينما ضم الثاني «حزمة انتعاش الموسيقا والفنون بقيمة 175 مليون دولار» المكونة من أربع أقسام تمويلية (الابتكار، والعمالة، والقدرة الثقافية والموسيقا) إلى جانب مبلغ قدره 60 مليون دولار مخصص من أجل المكتبات.
[[السويد| السويد]]. قدمت وزيرة الثقافة السويدية، أماندا ليند، حزمة دعم بقيمة مليار كرونة سويدية من أجل الرياضة والثقافة، إذ خُصص مبلغ قدره 500 مليون كرونة سويدية من أجل الثقافة (لا تشمل الوكالات الحكومية مثل المسرح الدرامي الملكي والأوبرا الملكية). قدمت مجموعة حقوق النشر والطباعة الوطنية للفنون البصرية «بيلدوبوفريت آي سفيريه» (بي يو إس) «حزمة أزمة» بقيمة 25 مليون كرونة سويدية من الأموال الموزعة على الفنانين، الذين تُعرض أعمالهم بالفعل للجمهور، في قاعدة بياناتهم.
[[المملكة المتحدة| المملكة المتحدة]]. بثت قناة بي بي سي تيليثون يُدعى ذا بيغ نايت إن في 23 أبريل، إذ تعهدت الحكومة بمطابقة جميع التبرعات العامة ودور المزادات المختلفة ولا سيما بونهامز، إلى جانب قيامها بمزادات خيرية. ناشدت رابطة المتاحف حكومة المملكة المتحدة من أجل تحويل 120 مليون جنيه إسترليني من مخصصات مهرجان بريطانيا 2020 لإنقاذ المتاحف التي تواجه ضائقة مالية. أقامت منظمة الأفلام والتلفزيون الخيرية صندوق إغاثة لحالات الطوارئ من أجل «تأمين الإغاثة العاجلة قصيرة الأجل للعاملين الفاعلين وأصحاب العمل الحر المتأثرين بشكل مباشر بإغلاق الإنتاج في أنحاء المملكة المتحدة»، مع تبرع أولي بقيمة مليون جنيه إسترليني من نتفليكس و500,000 جنيه إسترليني من بي بي سي. أعلن مجلس فنون إنجلترا عن إتاحة مبلغ قدره 160 مليون جنيه إسترليني من أجل المنظمات الفنية، بما في ذلك 50 مليون جنيه إسترليني من أجل منظمات لا يمولها عادةً، و20 مليون جنيه إسترليني من أجل الفنانين الأفراد وذوي العمل الحر. أعلنت مؤسسة بول هاملين عن إلغاء عملية الاختيار التنافسية المعتادة على برنامج «جائزة الفنانين»، وعن تقديم 10,000 جنيه إسترليني بشكل تلقائي لأكثر من 100 شخص من المتقدمين المؤهلين ممن رُشحوا مسبقًا، وذلك عوضًا عن عشر جوائز معتادة بقيمة 60,000 جنيه إسترليني. أنشأ مجتمع المؤلفين «صندوق الطوارئ» من أجل المؤلفين المحترفين المقيمين في المملكة المتحدة أو المناطق التابعة لبريطانيا، بمنح تصل قيمتها إلى 2,000 جنيه إسترليني، «مصممة من أجل تلبية الحاجة العاجلة». بدأ بشكل مبدئي مع مبلغ 330,000 جنيه إسترليني من «إس أو إيه»، أضاف مجلس إنكلترا للفنون لاحقًا 400,000 جنيه إسترليني وشمل المتبرعون الآخرون كلًا من مجتمع ترخيص المؤلفين وإحصائهم، والصندوق الأدبي الملكي، ومؤسسة «تي إس» إليوت، وإنغليش بين وأمازون «يو كيه». أثارت أمازون دهشة الكثيرين في الصناعة (بسبب علاقاتهم «المتوترة» طويلة الأمد) إذ قدمت تبرعات «سرية» بقيمة 250,000 جنيه إسترليني إلى صندوق دعم متاجر الكتب التي اضطرت إلى الإغلاق خلال الجائحة.
[[الولايات المتحدة| الولايات المتحدة]]. أطلق التحالف الأمريكي للمتاحف عريضة من أجل شمل قطاع المتاحف في أي تحفيز اقتصادي مستقبلي من قبل الحكومة الأمريكية، بينما كان متحف العاصمة أكثر دقة - إذ طلب 4 مليارات دولار من أجل المتاحف المعرضة للخطر. واجه هذا الطلب مقاومة: أثارت الولايات المتحدة الأمريكية جدلًا عامًا ضد حصول القطاع الثقافي على جزء من التمويل التحفيزي معتبرة أن حصول «مجموعات الفنون على التمويل «شيء جيد»، لكنه بعيد جدًا عن «الضروري»».
أعلنت الحكومة الفدرالية للولايات المتحدة في أواخر شهر مارس عن سلسلة من الإجراءات الاقتصادية المحفزة بقيمة 2 تريليون دولار في قانون مكافحة فيروس كورونا والإغاثة والأمن الاقتصادي. شمل: 75 مليون دولار للصندوق الوطني للفنون و75 مليون دولار للصندوق الوطني للعلوم الإنسانية، اللذين يستطيعان بدورهما تمرير الأموال للمؤسسات المحتاجة. خُصصت 50 مليون دولار أخرى من أجل معهد المتحف والخدمات المكتبية الذي يوزع بدوره موارد المالية إلى المتاحف والمكتبات. أشار التحليل المبدئي للقانون من قبل «إيه إيه إم» إلى العديد من الوسائل لتطبيق المساعدات في قطاعات الثقافة والفنون. شملت هذه الوسائل: القروض الطارئة للمشاريع الصغيرة، وقروض الكوارث والإصابات الاقتصادية، والمكافأة الخيرية والائتمان الضريبي للموظفين. لقد كان «من المتوقع لكن من غير المؤكد» فيما إذا كانت المنظمات الخيرية غير الربحية مؤهلة للاستفادة من تمويل استقرار الصناعة.
بحلول أبريل، أعلنت العديد من الاتحادات الخيرية عن تبرعات كبيرة لصناديق الإغاثة – إذ شملت بشكل بارز إعلانات عن تمويل تأسيسي بقيمة ملايين الدولارات من قبل مؤسسة أندرو ويليام ميلون، وشركة ذا جيتي الاستثمارية، ومؤسسة هيلين فرانكينثالر ومؤسسة آندي وارهول. أعلنت الجمعية الوطنية لمصوري الصحافة عن سعيها إلى تحصيل تبرعات من أجل إنشاء صندوق إغاثة لدعم المصورين الصحفيين الذين خسروا عملهم نتيجة الأثر الاقتصادي للأزمة. بشكل مماثل، أطلقت جمعية أمناء الأرشيف الأمريكيين «صندوق الطوارئ لعمال الأرشيف» الخاص بها من أجل توفير منح تصل قيمتها إلى 1,000 دولار إلى جانب عضوية مجانية في الجمعية لمدة سنة واحدة.

### حقوق النشر
دعت منظمة مكتبات البحوث الأوروبية كل من المفوضية الأوروبية والحكومات الوطنية إلى السماح للمكتبات بتوفير التواصل عن بعد خلال فترة إغلاقها القسري وضمان تقديمها لهذه الخدمة دون خوف من القضاء؛ ودعت الناشرين والمؤلفين إلى التعهد بتسليم المحتوى عبر الإنترنت (مثل الكتب الإلكترونية) واستخدام الأعمال المحمية بحقوق الطبع والنشر في الأنشطة التعليمية عبر الإنترنت (مثل القراءة المباشرة لقصص الأطفال). عيّنت رابطة مديري المكتبات الجامعية في فرنسا ومكتبات الجامعات ومجلس البحوث الوطني في إيطاليا ناشرين أكاديميين لتوفير الوصول المفتوح المؤقت للمنشورات بالإضافة إلى الوصول للطاقم الطبي والباحثين العلميين وعامة الناس.
أشار الاتحاد الدولي لهيئات حقوق إعادة الإنتاج إلى الطرق المختلفة التي خففت بها منظمات إدارة الحقوق الوطنية قيود الترخيص للوصول عبر الإنترنت بسبب الجائحة، وشملت:
كندا: تسمح رابطة الناشرين الكنديين بقراءة كتب الأطفال «وقت القصة عبر الإنترنت» مجانًا بواسطة بعض الناشرين؛ جمهورية التشيك: يمكن لموظفي الجامعة والطلاب الحصول على وصول مجاني عبر الإنترنت إلى المجموعات الرقمية في المكتبة الوطنية، ألمانيا: سمحت للكنائس بأداء الأغاني وكلمات الأغاني لعرضها أثناء البث المباشر من الكنيسة؛ النرويج: يمكن للطلاب الوصول إلى الكتب الرقمية المجانية ضمن المكتبة الوطنية على الإنترنت. أعلنت برودواي، وهي وكالة تتحكم في حقوق الأداء للعديد من الإنتاجات الفنية والمسرحيات الموسيقية في الولايات المتحدة، في مارس أنها ستوفر ترخيصًا مباشرًا لأكثر من 400 مسرحية.
في قطاع التعليم، مع تطبيق الدراسة عبر الإنترنت، حُدّدت الموارد حول كيفية قيام المكتبات بتوفير الخدمات المكافئة للطلاب وأعضاء هيئة التدريس بشكل قانوني - مع التركيز على الخدمات الرقمية، وموارد التعليم المفتوح، و«نهج إدارة المخاطر» والاستفادة من استثناءات حقوق النشر - اعتمادًا على الاختصاص القانوني. خفف العديد من «موردي المحتوى المرخصين» (ولا سيما المكتبات الرقمية للمجلات الأكاديمية) شروط الترخيص مؤقتًا لقواعد بياناتهم، وذلك بهدف تسهيل التعلم عبر الإنترنت.
قدّم أمناء المكتبات الأكاديميون في الولايات المتحدة بيانات عامة حول قابلية تطبيق وأهمية دور استثناء الاستخدام العادل لحقوق الطبع والنشر بهدف «التدريس والبحث عن بُعد في حالات الطوارئ». انتُقدت مكتبة الطوارئ الوطنية لأرشيف الإنترنت - التي وضعت قوائم انتظار للوصول إلى الكتب الرقمية المحمية بحقوق التأليف والنشر - من قبل رابطة الأمريكيين ونقابة الناشرين والمؤلفين بالإضافة إلى العديد من المؤلفين المشهورين. دافع أرشيف الإنترنت عن برنامجه بالتشديد على ما يلي: تتألف المجموعة بشكل أساسي من أعمال أقدم محمية بموجب حقوق النشر بدون بدائل رقمية؛ إنه برنامج مؤقت؛ يمكن للمؤلفين اختيار الانسحاب؛ وتُختار الأعمال من أجل القيمة التعليمية وليس التجارية.
أعلن ليفار بورتون، مضيف موقع ريدينغ رينبو، عن رغبته في أداء قراءات مباشرة للكتب عبر البث الصوتي ولكن قانون حقوق النشر لم يكن واضحًا فيما إذا كان هذا مسموحًا به. رد نيل جايمان على بورتون عبر تويتر، وأعطاه الإذن لقراءة أي قطعة من أعماله.
نُظمت ورشات عمل تدريبية عبر الإنترنت لمحترفي التراث الثقافي للتعرف على المخاطر والاستثناءات ذات الصلة بحقوق التأليف والنشر عند تقديم الخدمات عبر الإنترنت. نظمت منظمات أخرى صحائف وقائع لتزويد المكتبات ودور المحفوظات بالإرشادات الأساسية حول كيفية التعامل مع تحديات حقوق النشر.

### الأعمال الإبداعية الجديدة
توقع نشر الكثير من الأعمال الثقافية المتنوعة مستقبلًا والتي من شأنها أن تكون مستوحاة من الجائحة وآثارها. أُطلقت العديد من المسابقات الفنية التي استخدمت فيروس كورونا موضوعًا لها (بما في ذلك المجلس الهندي للعلاقات الثقافية، إنجلترا التاريخية، وجامعة يورك، التي دعت إلى التعاون بين الفنانين).
بغض النظر عن الكميات الهائلة من الأبحاث العلمية  التي نُشرت حول الفيروس (خاصةً حول تطوير عقار كوفيد-19 والبحث عن لقاح وإعادة استخدام الدواء)، والأعمال الإبداعية المنتجة بشكل احترافي والتي أُنشئت أو استُلهمت أو نُشرت كنتيجة مباشرة للجائحة. وشملت:

#### الموسيقى
- أنتج الموسيقيون الأستراليون تيم مينشين وبريغز أغنية هاوس فري - التي انتقدوا بها سياسة رئيس الوزراء سكوت موريسون خلال الأشهر السابقة - أثناء العزلة في منازلهم. صُوّر مقطع الفيديو عبر هواتفهم المحمولة، وذهبت عائدات بيع الأغنية نحو حملة لجمع التبرعات للفنانين الأصليين.[309][310]
- حمّل الموسيقي آي ماركز مقطع فيديو على إنستغرام مع مغنية الراب كاردي بي حول إصدار أغنية عن فيروس كورونا في منتصف شهر مارس. احتلت الأغنية رقم 1 على آي تونز البرازيلي ورقم 9 في الولايات المتحدة.[311]
- جمع الكابتن توم مور في الجيش البريطاني أكثر من 55 مليون دولار لخدمة الصحة الوطنية البريطانية في منتصف الجائحة في أسبوع عيد ميلاده المائة مع نسخة من أغنية لن تسير لوحدك أبدًا مع المغني ميخائيل بال، ليصبح أكبر فنان يتصدر قوائم الموسيقى ويطالب برقم واحد في المملكة المتحدة.[312]
- نشرت مكتبة نيويورك العامة ألبومًا بعنوان «المناظر الطبيعية الصوتية» - تسجيلات للأصوات المحيطة التي تشير إلى المدينة - أصوات مفقودة في نيويورك (بما في ذلك صوت حركة مرور ساعة الذروة ولعبة البيسبول والمطاعم المزدحمة). أُصدر في 1 مايو، وأُذيع على سبوتيفاي في الأسبوع الأول أكثر من 200,000 مرة وأشاد به عمدة المدينة علنًا.[313]

#### الأدب
- رُفض نشر رواية لوك داون التي كتبها بيتر ماي، في عام 2005 والتي وصفت جائحة عالمية، لأنها غير واقعية. عندما طالب أحد المعجبين أن يكتب شيئًا يتعلق بجائحة كوفيد-19، ردّ المؤلف إنه فكر في الأمر لمدة دقيقة قبل أن «يدرك أنه قام بذلك بالفعل». نُشر الكتاب في أبريل 2020.[314]
- نشر باولو جيوردانو، الفيزيائي الإيطالي ومؤلف كتاب بريميو ستريغا الحائز على عدة جوائز، أفكاره حول تفشي فيروس كورونا في مقال له بعنوان كيف تكون العدوى في مارس 2020. وسرعان ما تُرجم إلى أكثر من 20 لغة.[315]
- نشر عالم الفيروسات والمؤلف الإيطالي روبرتو بوريوني، دراسة بعنوان: فايروس. التحدي الكبير، وهي دراسة حول كيفية تشكيل الأوبئة للحضارات في مارس 2020، ذهبت العائدات إلى الأبحاث المتعلقة بالفيروس.[316]
- نشر الناشر الإيطالي غارزانتي: كل شيء سيكون على ما يرام، وهي مختارات من ستة وعشرين قصة قصيرة ومقالات حول الحجر الصحي من مجموعة من الكتاب بما في ذلك مؤلفة كتب الأطفال إليزابيتا غنوني. ذهبت أرباح بيع الكتاب الإلكتروني إلى مستشفى البابا يوحنا الثالث والعشرون في برغامو.[317]

#### الفن المرئي
- نشر الفنان بانكسي قطعة جديدة من الفن الجداري الخاص به - مكانها هذه المرة في حمامه الخاص، مشيرًا إلى أهمية العزلة الذاتية - وكان موضوعها متعلقًا بفيروس كورونا، ونشر صورًا لها عبر الإنترنت.[318][319]
- رسم فنانون في المملكة المتحدة صورًا للعاملين في مراكز الخدمة الصحية الوطنية مجانًا، كوسيلة للاعتراف بمساهماتهم، وبهدف إقامة معرض بمجرد انحسار الجائحة.[320] بدأ هذا المشروع عبر إنستغرام وانتشر في بلدان أخرى.[321]
- سُجّل الفيديو الموسيقي الرسمي لأغنية فينوم بالكامل عبر تطبيق زووم، إذ كان أعضاء الفرقة في العزلة المنزلية. وُصف بأنه أفضل فيديو موسيقي حتى الآن، وقد استغرق إكماله 8 أيام.
- ابتكرت الفنانة سارة شاكيل سلسلة من الصور الرقمية للتشجيع على غسل اليدين بالشكل الصحيح ولشكر العاملين في مجال الرعاية الصحية.[322]
- ابتكر الفنان الصيني أي ويوي دفعة أولية مكونة من 10000 قناع جراحي مع رسوم توضيحية مطبوعة على شاشة، ستُباع العناصر عبر موقع إي باي مع التبرع بالعائدات لكل من هيومن رايتس ووتش ومنظمة اللاجئين الدولية ومنظمة أطباء بلا حدود.[323]
- نسّق بابلو لارين مجموعة مختارة من الأفلام القصيرة محلية الصنع، ابتُكرت أثناء فترة إغلاق كوفيد-19. طُلب من كل من المخرجين السبعة عشر إنتاج فيلم من خمس إلى سبع دقائق، باستخدام المعدات الموجودة في المنزل فقط، وللجمهور العام. صُمّم المشروع في شهر مارس وأُصدر في أواخر شهر يونيو عبر شبكة نتفلكس.[324]

## وصلات خارجية
- الموارد المجمعة لـ:
  - المحفوظات والأرشفة– What to do during COVID-19?
  - librarians – COVID-19 and the Global Library Field
  - museum professionals – The Ultimate Guide to Virtual Museum Resources, E-Learning, and Online Collections
  - academic publishers – Vendor Love in the Time of COVID-19
  - Zookeepers – Information and Resources for Zoos and Aquariums
- Streamed recorded performances – Cultural Digital: Streams